# Chongqing
Chongqing, nach Stange Tschungking (chinesisch 重慶市 / 重庆市, Pinyin Chóngqìng Shì, W.-G. Ch'ung-ch'ing Shih, ohne Diakritikum Chungching Shih, veraltet nach Post Chungking, Abk.: 渝,  yú, Jyutping jyu4), ist eine Millionenstadt in der Volksrepublik China am Zusammenfluss von Jangtsekiang und Jialing Jiang.
Chongqing ist als regierungsunmittelbare Stadt eine eigenständige Verwaltungseinheit mit 32 Millionen Einwohnern (2020). Wenn ausschließlich die administrativen Stadtgrenzen herangezogen werden, ist Chongqing die einwohnermäßig größte Stadt der Welt. Die Fläche des Verwaltungsgebietes der Stadt ist mit 82.403 km² annähernd so groß wie die des Staates Österreich und besteht überwiegend aus Gebieten mit ländlicher Siedlungsstruktur. Einwohnerzahl und Fläche sind größer als die der dichter besiedelten BeNeLux-Länder, wo zusammen 30,2 Millionen Menschen auf 74.817 km² leben, 405 Einwohner/km². Wird die Kernstadt (hohe Bebauungsdichte und geschlossene Ortsform) als Grundlage genommen, leben in Chongqing 6,9 Millionen Menschen. Der Ballungsraum (einschließlich Vororten) hat 19,34 Millionen Einwohner (2018). Die urbane Agglomeration wurde 2017 von den UN auf 14,3 Millionen Einwohner geschätzt.
Die regierungsunmittelbare Stadt entstand am 14. März 1997 durch Abtrennung vom östlichen Teil der Provinz Sichuan und Eingemeindung der umliegenden Großregion. Die Stadt ist Industriezentrum, Verkehrsknoten und kultureller Mittelpunkt der Region mit Universitäten, Hochschulen, Theatern, Museen und Galerien. Generalkonsulate aus Großbritannien und Japan sowie Konsulate aus Dänemark, Kambodscha, Kanada und den Philippinen haben ihren Sitz in der Stadt.

## Geographie

### Lage

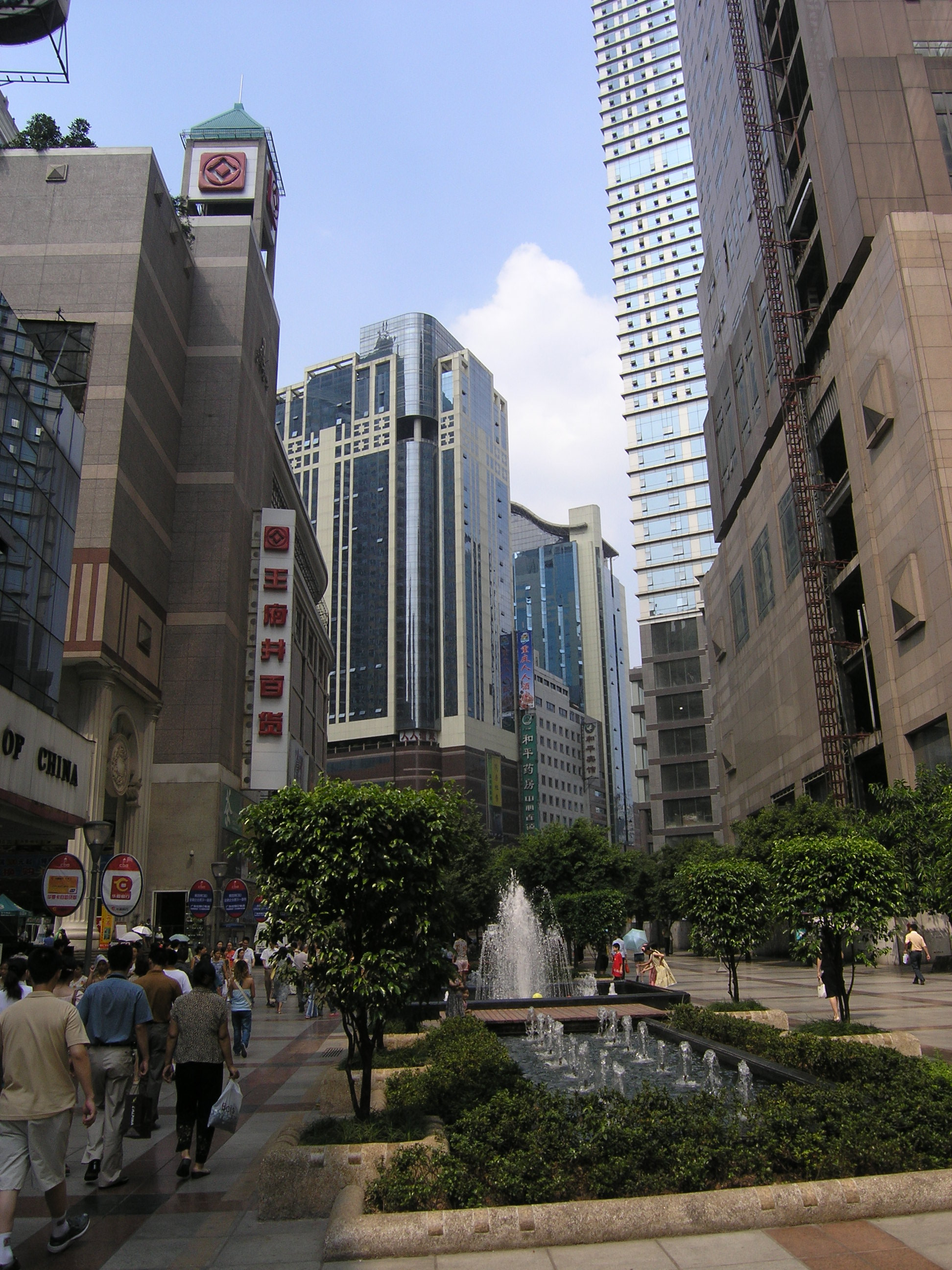
Straßenszene in Chongqing, 2004

Die Stadt Chongqing wurde an der Einmündung des Jialing in den Jangtsekiang erbaut. Die Lage am östlichen Rand des Roten Beckens, der „Reisschale“ Chinas, hat das Wachstum der Stadt begünstigt. Die große Entfernung zur Küste und vor allem die schwere Erreichbarkeit haben die Entwicklung jedoch in der Vergangenheit behindert. Der durch den Drei-Schluchten-Damm gebildete Stausee reicht bis Chongqing, so dass größere Schiffe die Stadt erreichen können.
Die Stadt ist von Gebirgen umgeben: dem Daba Shan im Norden, dem Wu Shan im Osten und dem Dalou Shan im Süden. Da Chongqing auf sehr hügeligem Gelände entstanden ist, sind die Straßen teilweise sehr steil, was sich in dem Namen „Stadt der Berge“ (Shancheng) ausdrückt. Sie liegt durchschnittlich 243 Meter über dem Meeresspiegel.
Das administrative Stadtgebiet Chongqings erstreckt sich 470 km in Ost-West-Richtung und 450 Kilometer in Nord-Süd-Richtung. Es hat eine Fläche von 82.402,95 km², das entspricht in etwa der Bodenfläche von Österreich. Davon gehören 1.472,55 km² (1,79 %) zur Kernstadt (hohe Bebauungsdichte und geschlossene Ortsform) und 80.930,4 km² (98,21 %) zu Gebieten mit überwiegend ländlicher Siedlungsstruktur. Die Metropolregion besitzt eine Fläche von 9.622,83 km².
Nachbarprovinzen sind im Osten Hubei und Hunan, im Süden Guizhou, im Westen Sichuan und im Norden Shaanxi. Rund 80 Flüsse fließen durch das Verwaltungsgebiet der regierungsunmittelbaren Stadt Chongqing. Die größten sind der Jangtse, der Jialing, der Wu Jiang, der Fu Jiang, der Qi Jiang und der Daning He.

### Geologie
Chongqing liegt im Roten Becken, einer vom Jangtsekiang durchflossenen Beckenlandschaft und fruchtbarem bewegten Hügelland aus überwiegend roten Sandsteinen und Tonen, das ringsum von höheren Bergketten umschlossen wird. Das Rote Becken ist reich an Bodenschätzen (Kohlenlager, Erze, Salz, Erdöl und Phosphor). In die Schlagzeilen geriet Chongqing durch die Gasexplosion von Chuandongbei am 25. Dezember 2003, als nach einer Explosion eines Gasbohrloches auf dem Chuandongbei-Gasfeld schlagartig eine große Menge giftiger Gase austrat, die 191 Menschen das Leben kostete und schätzungsweise 4000–5000 Menschen teilweise schwer verletzte.
Im Nordwesten des Beckens liegt die Alluvialebene von Chengdu. Der etwa 6380 km lange, an Stromschnellen reiche Fluss Jangtse durchbricht die Gebirgsketten, die sich am chinesischen Staffelbruch aufgewölbt haben und das Rote Becken gegen das östliche Mittelchina hin abriegeln.

## Stadtgliederung und Einwohnerzahlen

### Innenstadt
Die Innenstadt Chongqings unterteilt sich in sechs Stadtbezirke. Diese sind:
- Stadtbezirk Yuzhong (渝中区,  Yuzhong Qū), die eigentliche Innenstadt
- Stadtbezirk Dadukou (大渡口区,  Dàdukou Qū),
- Stadtbezirk Nan’an (南岸区,  Nán’ān Qū),
- Stadtbezirk Jiulongpo (九龙坡区,  Jiǔlóngpo Qū),
- Stadtbezirk Shapingba (沙坪坝区,  Shapingba Qū),
- Stadtbezirk Jiangbei (江北区,  Jiāngběi Qū).

Der am 18. Juni 2010 gegründete sogenannte „Neue Stadtbezirk“ Liangjiang (两江新区,  Liǎngjiāng Xīnqū) umfasst Teile der Stadtbezirke Jiangbei, Yubei und Beibei mit einer Gesamtfläche von ca. 1200 km². Im Unterschied zu vergleichbaren Neugründungen in Tianjin (Binhai) und Shanghai (Pudong), handelt es sich hier um eine reine Maßnahme zur Förderung der Wirtschaftsentwicklung, d. h. Liangjiang ist kein Stadtbezirk im administrativen Sinne. Er wird nicht von einer „Volksregierung“ verwaltet, sondern von der „Leitungsgruppe für die Erschließung und den Aufbau des Neuen Stadtbezirks Liangjiang“ (两江新区开发建设领导小组,  Liangjiang Xinqu kaifa jianshe lingdao xiaozu), die sich aus Vertretern der Stadt Chongqing und der betroffenen Stadtbezirke zusammensetzt. Dementsprechend bleiben die drei genannten Stadtbezirke in ihren bisherigen administrativen Grenzen mit ihren Volksregierungen und den zugehörigen politischen Strukturen (Volkskongresse, Konsultativkonferenzen) zumindest vorläufig vollumfänglich erhalten.
Die folgende Tabelle enthält die Einwohnerzahlen, die bei den Volkszählungen vom 1. November 2000 und 1. November 2010 ermittelt wurden. Aufgeführt sind die Bewohner mit Hauptwohnsitz in Chongqing. Da am 22. Oktober 2011 der ehemalige Stadtbezirk Shuangqiao mit dem ehemaligen Kreis Dazu zum neuen Stadtbezirk Dazu und der ehemalige Stadtbezirk Wansheng mit dem ehemaligen Kreis Qijiang zum neuen Stadtbezirk Qijiang zusammengelegt wurden, sind für die neuen Stadtbezirke die Flächen- und Einwohnerzahlen zu addieren.
| Stadtbezirk oder Kreis | chin.    | Fläche [km²] | Einwohner (2000) | Einwohner (2010) | Ew./km² (2010) | Lage       |
| ---------------------- | -------- | ------------ | ---------------- | ---------------- | -------------- | ---------- |
| Banan                  | 巴南     | 1.830,30     | 886.447          | 918.692          | 501,9          | Rand       |
| Beibei                 | 北碚     | 755,42       | 646.577          | 680.360          | 900,6          | Rand       |
| Bishan                 | 璧山     | 912,41       | 608.473          | 586.034          | 642,3          | Rand       |
| Changshou              | 长寿     | 1.415,49     | 874.307          | 770.009          | 544,0          | Umland     |
| Chengkou               | 城口     | 3.286,00     | 225.581          | 192.967          | 58,7           | Wanzhou    |
| Dadukou                | 大渡口   | 94,39        | 247.021          | 301.042          | 3.189,3        | innen      |
| Dazu                   | 大足     | 1.390,21     | 905.409          | 671.243          | 482,8          | Umland     |
| Dianjiang              | 垫江     | 1.518,00     | 862.323          | 704.458          | 464,1          | Rg. Fuling |
| Fengdu                 | 丰都     | 2.901,00     | 774.054          | 649.182          | 223,8          | Rg. Fuling |
| Fengjie                | 奉节     | 4.087,00     | 871.743          | 834.259          | 204,1          | Wanzhou    |
| Fuling                 | 涪陵     | 2.946,00     | 1.134.080        | 1.066.714        | 362,1          | Rg. Fuling |
| Hechuan                | 合川     | 2.356,21     | 1.420.520        | 1.293.028        | 548,8          | Umland     |
| Jiangbei               | 江北     | 213,52       | 609.619          | 738.003          | 3.456,4        | innen      |
| Jiangjin               | 江津     | 3.200,22     | 1.322.890        | 1.233.149        | 385,3          | Rand       |
| Jiulongpo              | 九龙坡   | 443,03       | 878.777          | 1.084.419        | 2.447,7        | innen      |
| Kaizhou                | 开州     | 3.959,00     | 1.408.116        | 1.160.336        | 293,1          | Wanzhou    |
| Liangping              | 梁平     | 1.890,00     | 850.064          | 687.525          | 363,8          | Wanzhou    |
| Nan’an                 | 南岸     | 278,78       | 592.566          | 759.570          | 2.724,6        | innen      |
| Nanchuan               | 南川     | 2.602,00     | 631.853          | 534.329          | 205,4          | Rg. Fuling |
| Pengshui               | 彭水苗族 | 3.903,00     | 590.228          | 545.094          | 139,7          | Südosten   |
| Qianjiang              | 黔江     | 2.397,00     | 442.385          | 445.012          | 185,7          | Südosten   |
| Qijiang                | 綦江     | 2.182,14     | 962.813          | 801.041          | 367,1          | Umland     |
| Rongchang              | 荣昌     | 1.079,01     | 659.556          | 661.253          | 612,8          | Umland     |
| Shapingba              | 沙坪坝   | 383,45       | 789.359          | 1.000.013        | 2.607,9        | innen      |
| Shizhu                 | 石柱     | 3.013,00     | 484.876          | 415.050          | 137,7          | Südosten   |
| Shuangqiao             | 双桥     | 37,48        | 42.033           | 50.116           | 1.337,1        | Umland     |
| Tongliang              | 铜梁     | 1.341,73     | 794.104          | 600.086          | 447,3          | Umland     |
| Tongnan                | 潼南     | 1.584,97     | 860.016          | 639.985          | 403,8          | Umland     |
| Wansheng               | 万盛     | 565,58       | 265.743          | 255.776          | 452,2          | Umland     |
| Wanzhou                | 万州     | 3.457,00     | 1.648.870        | 1.563.050        | 452,1          | Wanzhou    |
| Wulong                 | 武隆     | 2.901,00     | 397.697          | 351.038          | 121,0          | Rg. Fuling |
| Wushan                 | 巫山     | 2.958,00     | 571.959          | 495.072          | 167,4          | Wanzhou    |
| Wuxi                   | 巫溪     | 4.030,00     | 483.759          | 414.073          | 102,7          | Wanzhou    |
| Xiushan                | 秀山     | 2.450,00     | 507.522          | 501.590          | 204,7          | Südosten   |
| Yongchuan              | 永川     | 1.575,68     | 984.730          | 1.024.708        | 650,3          | Umland     |
| Youyang                | 酉阳     | 5.173,00     | 594.287          | 578.058          | 111,7          | Südosten   |
| Yubei                  | 渝北     | 1.452,03     | 843.482          | 1.345.410        | 926,6          | Rand       |
| Yunyang                | 云阳     | 3.649,00     | 1.219.647        | 912.912          | 251,2          | Wanzhou    |
| Yuzhong                | 渝中     | 21,90        | 664.942          | 630.090          | 28.771,2       | City       |
| Zhong                  | 忠       | 2.184,00     | 954.075          | 751.424          | 334,1          | Wanzhou    |
| Chongqing              | 重庆市   | 82.402,95    | 30.512.763       | 28.846.170       | 350,1          |            |

### Peripherie
Der Randbereich der Kernstadt umfasst vier Stadtbezirke:
- Stadtbezirk Banan (巴南区,  Bānán Qū),
- Stadtbezirk Beibei (北碚区,  Běibèi Qū),
- Stadtbezirk Yubei (渝北区,  Yúběi Qū),
- Stadtbezirk Bishan (璧山区,  Bìshān Qū).

### Ländliche Umgebung
Neun Stadtbezirke liegen im ländlichen Umland außerhalb der Kernstadt:
- Stadtbezirk Changshou (长寿区,  Chángshòu Qū),
- Stadtbezirk Hechuan (合川区,  Héchuān Qū),
- Stadtbezirk Jiangjin (江津区,  Jiāngjīn Qū),
- Stadtbezirk Yongchuan (永川区,  Yǒngchuān Qū),
- Stadtbezirk Dazu (大足区,  Dàzú Qū),
- Stadtbezirk Qijiang (綦江区,  Qíjiāng Qū),
- Stadtbezirk Rongchang (荣昌区,  Róngchāng Qū),
- Stadtbezirk Tongliang (铜梁区,  Tóngliáng Qū),
- Stadtbezirk Tongnan (潼南区,  Tóngnán Qū).

### Fuling
Die Region Fuling (涪陵专区,  Fúlíng Zhuānqū) grenzt östlich an die Kernstadt und besteht aus drei Stadtbezirken und zwei Kreisen:
- Stadtbezirk Fuling (涪陵区,  Fúlíng Qū),
- Stadtbezirk Nanchuan (南川区,  Nánchuān Qū),
- Stadtbezirk Wulong (武隆区,  Wǔlóng Qū),
- Kreis Dianjiang (垫江县,  Diànjiāng Xiàn),
- Kreis Fengdu (丰都县,  Fēngdū Xiàn).

### Wanzhou
Die Region Wanzhou liegt weit nordöstlich des eigentlichen Chongqing. Sie umfasst drei Stadtbezirke und sechs Kreise:
- Stadtbezirk Wanzhou (万州区,  Wànzhōu Qū),
- Stadtbezirk Kaizhou (开州区,  Kāizhōu Qū),
- Stadtbezirk Liangping (梁平区,  Liángpíng Qū),
- Kreis Chengkou (城叢县,  Chéngkǒu Xiàn),
- Kreis Fengjie (奉节县,  Fèngjié Xiàn),
- Kreis Yunyang (云阳县,  Yúnyáng Xiàn),
- Kreis Wushan (巫山县,  Wūshān Xiàn),
- Kreis Wuxi (巫溪县,  Wūxī Xiàn),
- Kreis Zhong (忠县,  Zhōng Xiàn).

### Qianjiang
Die Region Qianjiang (黔江地区,  Qiánjiāng Dìqū) schließt östlich an diejenige von Fuling an und bildet den Südosten des Gebiets von Chongqing. Sie gliedert sich in einen Stadtbezirk und vier Autonome Kreise:
- Stadtbezirk Qianjiang (黔江区,  Qiánjiāng Qū),
- Autonomer Kreis Pengshui der Miao und Tujia (彭水苗族土家族自治县,  Péngshuǐ Miáozú Tǔjiāzú Zìzhìxiàn),
- Autonomer Kreis Shizhu der Tujia (石柱土家族自治县,  Shízhù Tǔjiāzú Zìzhìxiàn),
- Autonomer Kreis Xiushan der Tujia und Miao (秀山土家族苗族自治县,  Xiùshān Tǔjiāzú Miáozú Zìzhìxiàn),
- Autonomer Kreis Youyang der Tujia und Miao (酉阳土家族苗族自治县,  Yǒuyáng Tǔjiāzú Miáozú Zìzhìxiàn).

## Klima
Chongqing liegt in der subtropischen Klimazone. Die Jahresdurchschnittstemperatur beträgt 19,0 °C. Die jährliche Niederschlagsmenge liegt bei 1138 mm im Mittel; davon fallen etwa 69 % in den Monaten Mai bis September.
Das Klima ist durch kurze und relativ milde Winter und feucht-heiße Sommer gekennzeichnet. Von Oktober bis April herrscht eine sehr hohe Luftfeuchtigkeit mit häufig dichtem Nebel; aus diesem Sachverhalt leitet sich die Bezeichnung „Nebelhauptstadt“ (雾都,  Wùdū) her.
Chongqing besitzt wegen seiner Lage im Binnenland ausgeprägte Trocken- und Regenperioden. Wärmster Monat ist der August mit maximal 32,8 °C und minimal 24,5 °C mittlerer Tagestemperatur. Teilweise erreichen die Extremwerte bis zu 40 °C. Der kälteste Monat ist in der Gegend um Chongqing der Januar mit maximal 9,5 °C und minimal 5,6 °C Tagesmitteltemperatur.
Im Sommer 2006 war Chongqing von einer starken Trockenheit betroffen. Es regnete über Wochen nicht und ein Großteil der Flüsse trocknete aus. Nach staatlichen Angaben handelte es sich um die schlimmste Dürre seit Jahrzehnten in China. Die höchste Temperatur wurde offiziell am 15. August 2006 an der Wetterstation in Qijiang mit 44,5 °C gemessen. Der bisherige Rekord lag bei 44,1 °C, gemessen am 19. August 1953 an der Wetterstation in Pengshui.
Starke Regenfälle führten im Sommer 2007 in Chongqing zu Überschwemmungen. Am 18. Juli 2007 wurde mit 266,6 mm an einem Tag die höchste Niederschlagsmenge seit Beginn der Wetteraufzeichnungen 1892 gemessen. Der bisherige Rekord lag bei 206,1 mm Niederschlag, gemessen am 21. Juli 1996.
|                       | Jan | Feb  | Mär  | Apr  | Mai  | Jun  | Jul  | Aug  | Sep  | Okt  | Nov  | Dez  |   |      |
| Mittl. Tagesmax. (°C) | 9,5 | 11,8 | 17,1 | 22,4 | 25,7 | 28,2 | 32,5 | 32,9 | 26,7 | 21,6 | 15,8 | 11,1 | ⌀ | 21,3 |
| Mittl. Tagesmin. (°C) | 5,6 | 6,9  | 11,0 | 15,1 | 18,9 | 21,4 | 24,6 | 24,5 | 20,4 | 16,3 | 11,4 | 7,4  | ⌀ | 15,3 |
|                       |     |      |      |      |      |      |      |      |      |      |      |      |   |      |
| Niederschlag (mm)     | 20  | 20   | 39   | 90   | 158  | 166  | 142  | 138  | 136  | 97   | 48   | 25   | Σ | 1079 |
|                       |     |      |      |      |      |      |      |      |      |      |      |      |   |      |
| Sonnenstunden (h/d)   | 1,3 | 1,7  | 2,9  | 4,0  | 3,6  | 4,2  | 6,9  | 7,3  | 4,0  | 2,1  | 1,7  | 1,1  | ⌀ | 3,4  |
|                       |     |      |      |      |      |      |      |      |      |      |      |      |   |      |
| Regentage (d)         | 7   | 8    | 10   | 12   | 14   | 15   | 10   | 9    | 13   | 16   | 11   | 8    | Σ | 133  |
|                       |     |      |      |      |      |      |      |      |      |      |      |      |   |      |
| Luftfeuchtigkeit (%)  | 82  | 78   | 75   | 76   | 79   | 79   | 75   | 73   | 79   | 84   | 84   | 84   | ⌀ | 79   |

| 5,6 |

| 6,9 |

| 11,0 |

| 15,1 |

| 18,9 |

| 21,4 |

| 24,6 |

| 24,5 |

| 20,4 |

| 16,3 |

| 11,4 |

| 7,4 |

| 5,6 |

| 6,9 |

| 11,0 |

| 15,1 |

| 18,9 |

| 21,4 |

| 24,6 |

| 24,5 |

| 20,4 |

| 16,3 |

| 11,4 |

| 7,4 |

## Geschichte

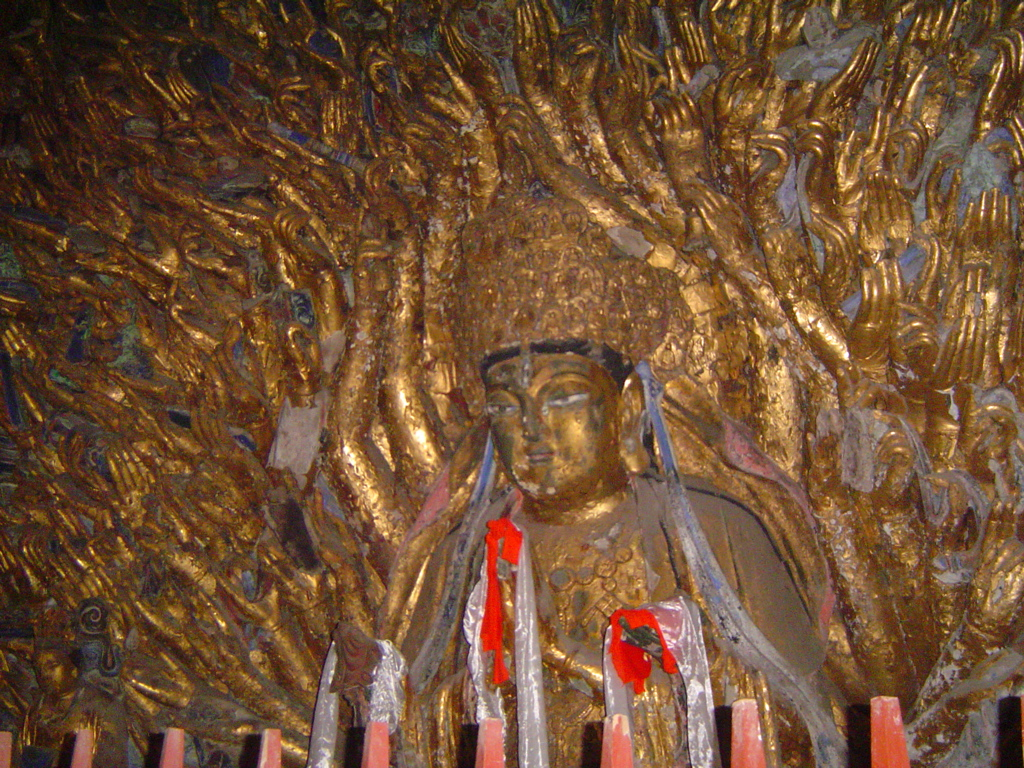
Avalokitesvara mit seinen 1000 Armen am Baoding Shan nahe Dazu

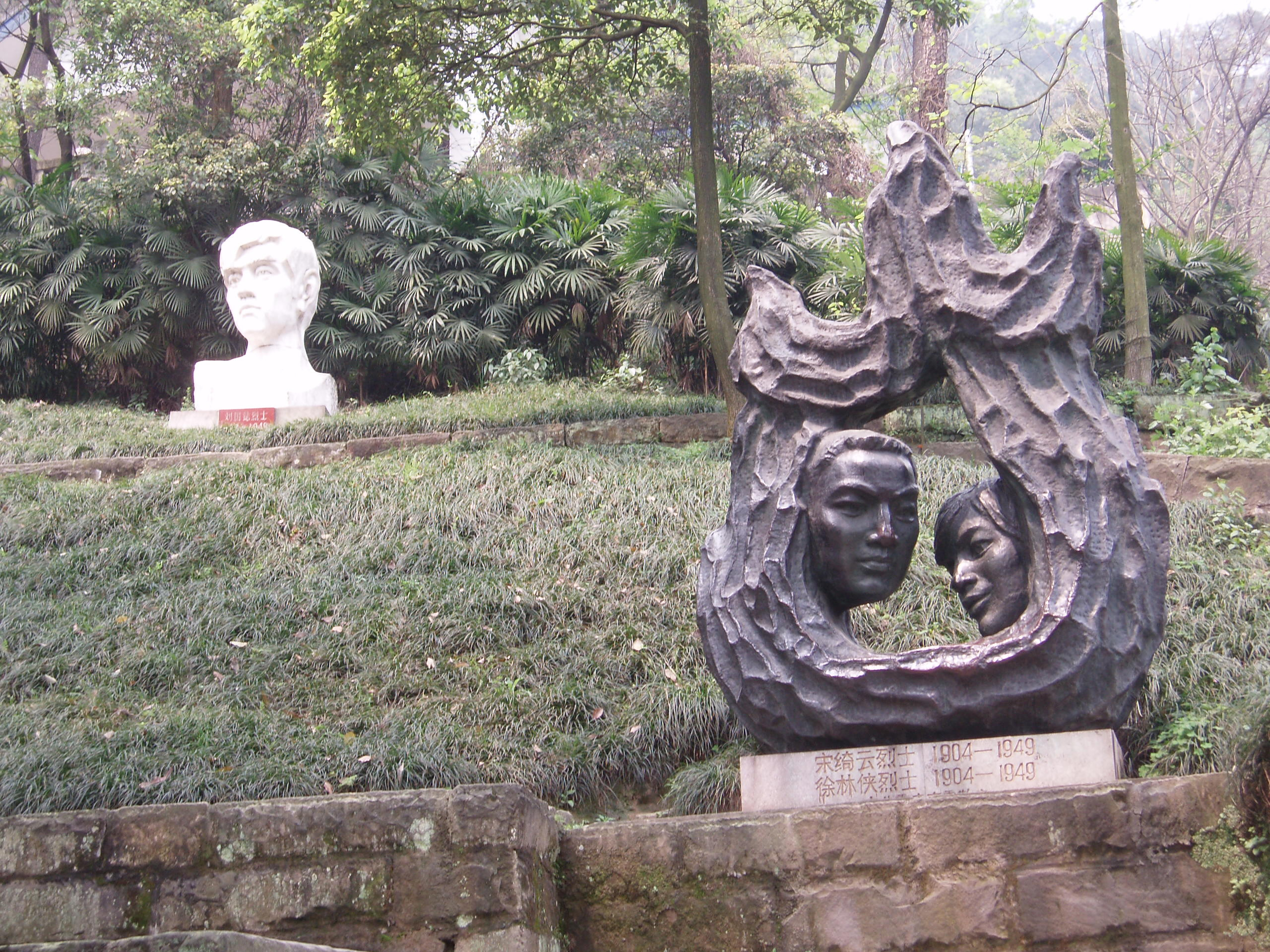
Friedhof für die revolutionären Märtyrer von 1904 bis 1949

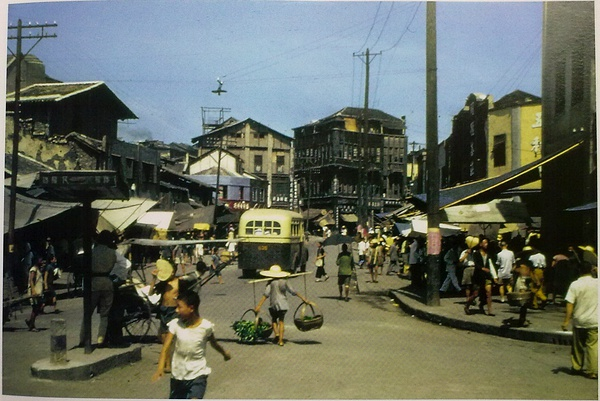
Chongqing 1945

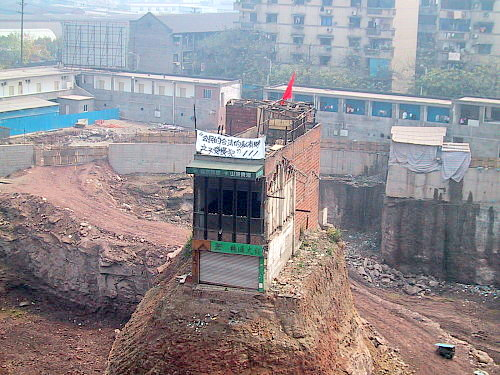
Das bekannte Nagelhaus von Chongqing

Vorgeschichtliche Funde weisen auf die Existenz der Tongliang-Kultur im Raum des späteren Chongqing hin. Knochenreste wurden mit der Radiokohlenstoffmethode auf ein Alter von etwa 25.000 Jahren datiert. Der Überlieferung zufolge fand König Yu, Begründer der sagenhaften Xia-Dynastie und Bändiger der Fluten (des Hochwassers), hier eine Gemahlin und gründete die Stadt. In prähistorischen Zeiten war die Region in die Königreiche Ba im Osten und Chu im Westen unterteilt, die während der (ersten historisch belegten) Shang-Dynastie (1700–1100 v. Chr.) vereint wurden. Um 1000 v. Chr. war Chongqing bereits Hauptstadt des Staates Ba. Ausgrabungen bei Sanxingdui in der Nähe von Chengdu legen nahe, dass die Ba-Chu-Gesellschaft auf Sklavenhaltung basierte und nicht nur eine hohe Entwicklungsstufe in der Metallverarbeitung erreichte, sondern durch eine bizarre Ästhetik hervorstach.
Dank neuer Anbaumethoden entwickelte sich der Osten Sichuans – das heutige Verwaltungsgebiet der regierungsunmittelbaren Stadt Chongqing – gegen Ende des 3. Jahrhunderts v. Chr. zu einer landwirtschaftlich intensiv genutzten Region. Als die Qin-Armeen in das Land einfielen, fanden sie eine wirtschaftliche Basis vor, die ihnen 221 v. Chr. die Vereinigung des chinesischen Reiches ermöglichte.
Der heutige Name bedeutet so viel wie „Doppelte Feier“. Er wurde Chongqing von seinem Bewohner Zhao Dun (趙惇,  Zhào Dūn) verliehen, als dieser kurz nacheinander zum Prinzen von Gongzhou, so der frühere Name von Chongqing, ernannt wurde und dann 1189 als Guangzong (光宗,  Guāngzōng) den Thron des Kaisers der Song-Dynastie bestieg. Die Stadt blickt auf eine lange Tradition als Festung gegen feindliche Invasoren zurück. Von 1242 bis 1278 hielten im 60 Kilometer nördlich von Chongqing gelegenen Hechuan die Streitkräfte der Song die mongolischen Heerscharen in Schach. Es war der längste ununterbrochene Feldzug auf chinesischem Boden.
Während der Yuan-Dynastie errichtete 1362 der Rebellenführer Ming Yuzhen das nur für kurze Zeit existierende Königreich Daxia in Chongqing. Das 1621 in der Gegend um Chongqing gegründete Königreich Daliang war ebenfalls von kurzem Bestand. Im 18. und 19. Jahrhundert erfolgte die Errichtung der Hu-Guang Huiguan in Chongqing als Versammlungshäuser vor allem für Kaufleute. 1891 wurde Chongqing im Zuge der Politik der offenen Tür als erster Inlandshafen in China unter dem Druck Großbritanniens und Japans als „Vertragshafen“ für den Außenhandel zwangsweise geöffnet.
1911 lösten ausländische Regierungen die Xinhai-Revolution aus, die zum Zusammenbruch des Chinesischen Kaiserreiches führte. In den folgenden vier Jahrzehnten („Kriegsherrenzeit“ (民国军阀)) kämpften rivalisierende Militärmachthaber um die lokale Vorherrschaft. Die von ihnen in der Region gegründeten nominell unabhängigen Staaten existierten teilweise bis 1955. Nach der Chinesischen Wiedervereinigung erhielt Chongqing 1929 den Status einer selbständigen Stadt auf Provinzebene.
Während des Japanisch-Chinesischen Kriegs zog sich die Regierung der Republik China unter der Führung von Chiang Kai-shek nach dem Massaker von Nanking nach Chongqing zurück. Der damals eine halbe Million Einwohner zählende Ort wurde damit bis zum Ende des Zweiten Weltkrieges die Kriegshauptstadt Chinas. Zwischen dem 18. Februar 1938 und dem 23. August 1943 erfolgte eine Vielzahl japanischer Luftangriffe auf Chongqing, denen mehr als 10.000 Zivilisten zum Opfer fielen. In Hongyan, einem Vorort Chongqings, errichtete am 12. August 1938 die Zweite Einheitsfront ihr Hauptquartier. Diese Allianz zwischen Nationalchinesen und chinesischen Kommunisten bestand bis 1946.
In Hongyan trafen im August 1945 Mao Zedong und Chiang Kai-shek mit dem US-Botschafter Patrick Hurley zusammen. Letztgenannter hatte die undankbare Aufgabe, die Nationalchinesen sowie die chinesischen Kommunisten über die nunmehr in Kraft getretenen Resultate der Konferenz von Jalta zu informieren, bei welcher in geheimen Vereinbarungen der Sowjetunion chinesische Gebietsabtretungen zugesichert worden waren. Der entschiedene Antikommunist Hurley stand auf der Seite der Nationalchinesen, sah aber durch die sowjetischen Gebietserweiterungen und Sonderrechte das Ende eines nichtkommunistischen Chinas voraus. Die Ereignisse um Hongyan führten 1946 zur offenen Fortsetzung des Chinesischen Bürgerkrieges.
Am 30. November 1949 eroberten die Kommunisten mit Chongqing den vorletzten Festlandsstützpunkt der Nationalchinesen. Chengdu, der letzte Festlandsstützpunkt, fiel am 10. Dezember 1949. Im Jahre 1954 wurde Chongqing mit der Provinz Sichuan vereint und erhielt den Status einer bezirksfreien Stadt (dijishi).
Mitte der 1970er Jahre gingen die Wirtschaft und Landwirtschaft Sichuans schwer getroffen aus der Periode der Kulturrevolution hervor. Sichuan war unter anderem deshalb die erste Provinz, die Mao Zedongs kommunistische Politik aufkündigte, als der Parteiführer Zhao Ziyang den Bauern erstmals erlaubte, ihre Erzeugnisse wieder auf dem freien Markt zu verkaufen. Damit bildete er die Grundlage für die späteren Reformen von Deng Xiaoping, der ebenfalls aus Sichuan stammte. Diese und weitere Reformen erwiesen sich als derart effektiv, dass die Provinz bei marktwirtschaftlichen Reformen oft vorausging und sich bereits in den 1990er Jahren als ernstzunehmender Konkurrent der Ostküstenwirtschaft etablieren konnte.
Großen Anteil an dieser Entwicklung hatte Chongqing, das bereits stark industrialisierte Verbindungsglied am Jangtsekiang zwischen Sichuan und Ostchina. 1983 erhielt die Stadt das Verwaltungsrecht für Wirtschaft auf Provinzebene. 1992 erklärte die Stadtverwaltung Chongqing zur ersten offenen Stadt am Jangtse. Chongqings ökonomisches Gewicht sicherte der Stadt in den folgenden Jahren einen Sonderstatus. Seit den 1980ern hatte es Überlegungen zur Aufteilung der Provinz Sichuan, der bevölkerungsstärksten Provinz Chinas, in zwei Provinzen gegeben. Chongqing war dabei als Hauptstadt der neu zu bildenden Provinz vorgesehen. Letztlich wurde aber keine neue Provinz gebildet, sondern am 14. März 1997 wurde auf Beschluss des Nationalen Volkskongresses der östliche Teil der Provinz Sichuan zur regierungsunmittelbaren Stadt Chongqing zusammengefasst und die Großstädte Wanxian und Fuling Chongqing angegliedert. Dabei entstand ein Verwaltungsgebiet von der Fläche des Staates Österreich, zugleich nach Einwohnerzahl administrativ gesehen die größte Stadt der Welt. Die Ausgliederung Chongqings aus Sichuan erfolgte gegen den erheblichen Widerstand der Parteiführung Sichuans, da die Provinz damit ihre größte und wirtschaftlich bedeutendste Stadt verlor.
Inzwischen schreitet die Entwicklung der Region weiter fort und bringt alle Begleiterscheinungen eines schnellen Wachstums mit sich: hohe Luftverschmutzung, Umwandlung von land- und forstwirtschaftlicher Flächen in Bauland und wachsende Bautätigkeit. Die Halbinsel und die weiter wachsenden Vororte und Industriegebiete, die sich vom Fluss landeinwärts ausbreiten, sind dicht besiedelt. Die Region gilt als „Speerspitze“ der Entwicklung Westchinas. Viele der insgesamt 1,4 Millionen Menschen, die bis 2007 beim Bau des Drei-Schluchten-Damms umgesiedelt wurden, wohnen in Chongqing.
Fast alle historischen Häuser der auf steilen Hügeln erbauten und von ebensolchen umgebenen Bergstadt, wie Chongqing bisweilen von Einheimischen genannt wird, wurden seit 1949 durch neue ersetzt. Das Stadtzentrum besteht überwiegend aus Beton- und Glasbauten sowie zahlreichen Bürokomplexen. In Chongqing stand das bekannteste Nagelhaus Chinas, dessen Pressefoto um die Welt ging. Die Besitzer weigerten sich zwei Jahre lang, das Gebäude für einen Neubau zu räumen. Die Baufirma stellte bereits Wasser- und Energieanschluss ab, hob einen zehn Meter hohen Aushub um das Gebäude aus und schloss das gesamte Areal ab. Die Besitzer „eroberten“ das Gebäude zurück, hissten die chinesische Flagge auf dem Dach und genossen dadurch große Sympathie in der chinesischen Bevölkerung.
Zwischen Mitte 2010 und Ende 2011 wurden die Einwohnerrechte auf rund drei Millionen Migranten aus dem ländlichen Hinterland ausgedehnt. Diese Reform schaffte das Hukou-System der Wohnberechtigung nicht ab, erweiterte die Privilegien aber auf alle Einwohner der Region.

## Einwohnerentwicklung

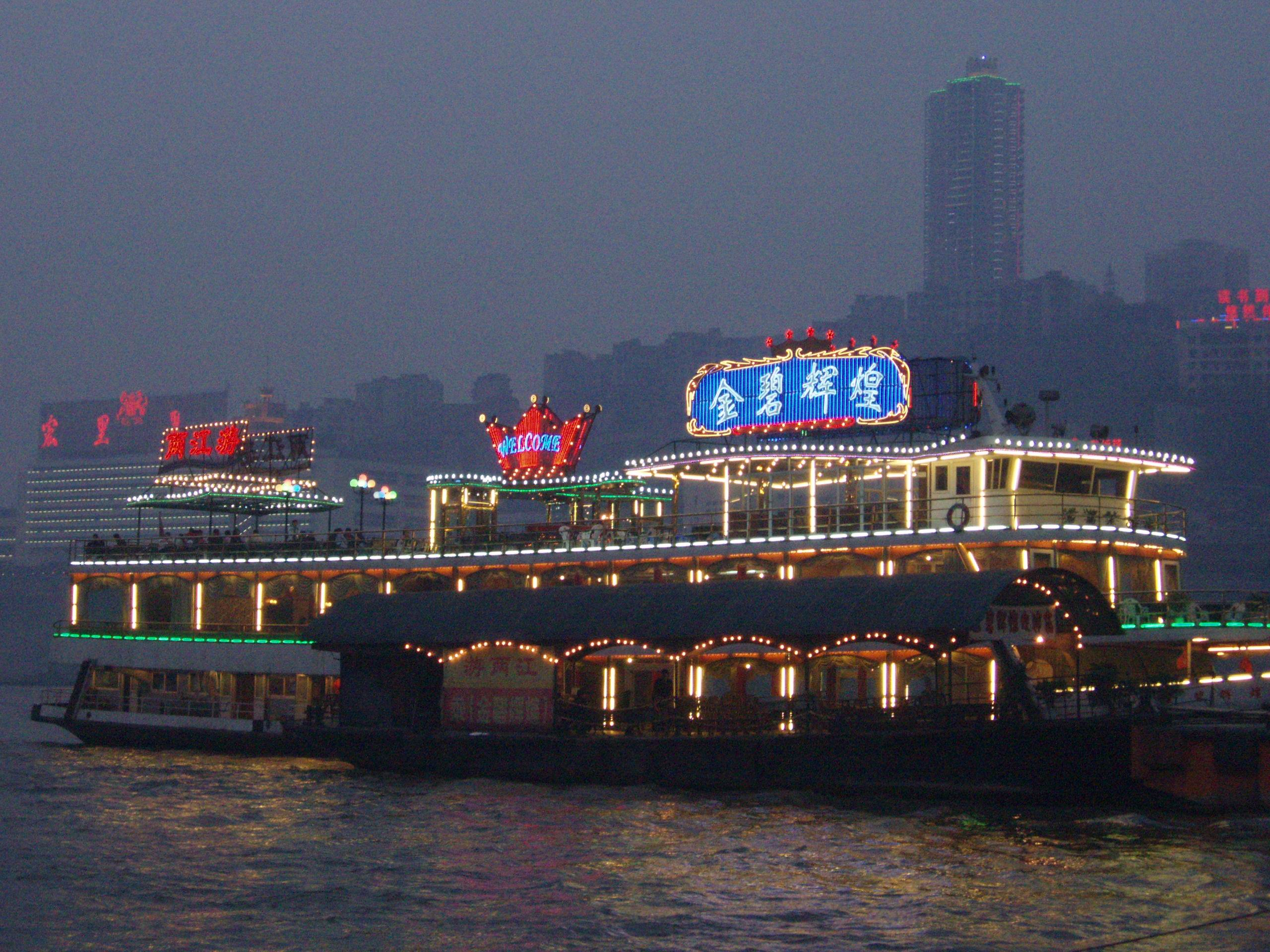
Schiff auf dem Jangtse nahe Chongqing

Bevölkerungsentwicklung von Chongqing

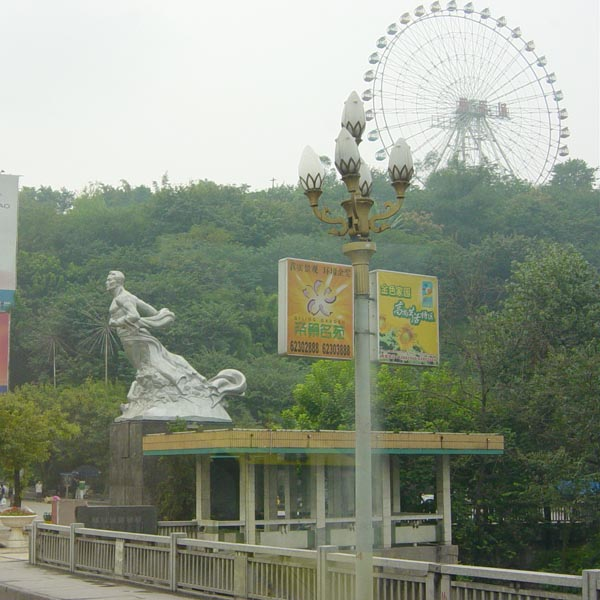
Skulptur

Zwischen 1949 und 1990 erlebte Chongqing ein rasantes Bevölkerungswachstum. So verdreifachte sich die Einwohnerzahl von einer Million auf drei Millionen. In der Kernstadt (hohe Bebauungsdichte und geschlossene Ortsform) lebten 9,6 Millionen Menschen (2020). Die Bevölkerungsdichte betrug 4242 Einwohner pro km² (2010). (In Berlin sind es zum Vergleich 3800.) Die Bevölkerungsdichte lag bei 797 Einwohnern pro km². Im weiteren administrativen Stadtgebiet lebten 32 Millionen Menschen (2020). Die Bevölkerungsdichte betrug 350 Einwohner pro km² (2010).
Die folgende Übersicht zeigt die Einwohnerzahlen der Kernstadt (ohne Vorortgürtel). Aufgeführt sind die registrierten Bewohner mit Hauptwohnsitz in Chongqing.
| Jahr | Einwohner |
| ---- | --------- |
| 1879 | 250.000   |
| 1890 | 300.000   |
| 1918 | 437.600   |
| 1936 | 528.000   |
| 1939 | 535.000   |
| 1948 | 1.039.000 |

| Jahr | Einwohner |
| ---- | --------- |
| 1953 | 1.772.500 |
| 1970 | 2.400.000 |
| 1982 | 2.634.492 |
| 1987 | 2.890.000 |
| 2000 | 4.912.732 |
| 2010 | 6.263.790 |

| Jahr | Einwohner |
| ---- | --------- |
| 2020 | 9.580.819 |

Bevölkerungsentwicklung der Agglomeration laut UN
In der eigentlichen urbanen Agglomeration der Stadt lebten 2017 knapp 14,3 Millionen Einwohner. Die restliche Bevölkerung lebt im ländlichen Umland. Aufgrund der voranschreitenden Urbanisierung wird bis 2035 mit 20,5 Millionen Einwohnern in der Agglomeration gerechnet.
| Jahr | Einwohnerzahl |
| ---- | ------------- |
| 1950 | 1.567.000     |
| 1960 | 2.275.000     |
| 1970 | 2.237.000     |
| 1980 | 2.961.000     |
| 1990 | 4.011.000     |
| 2000 | 7.863.000     |
| 2010 | 11.244.000    |
| 2017 | 14.332.000    |

## Politik

### Stadtregierung

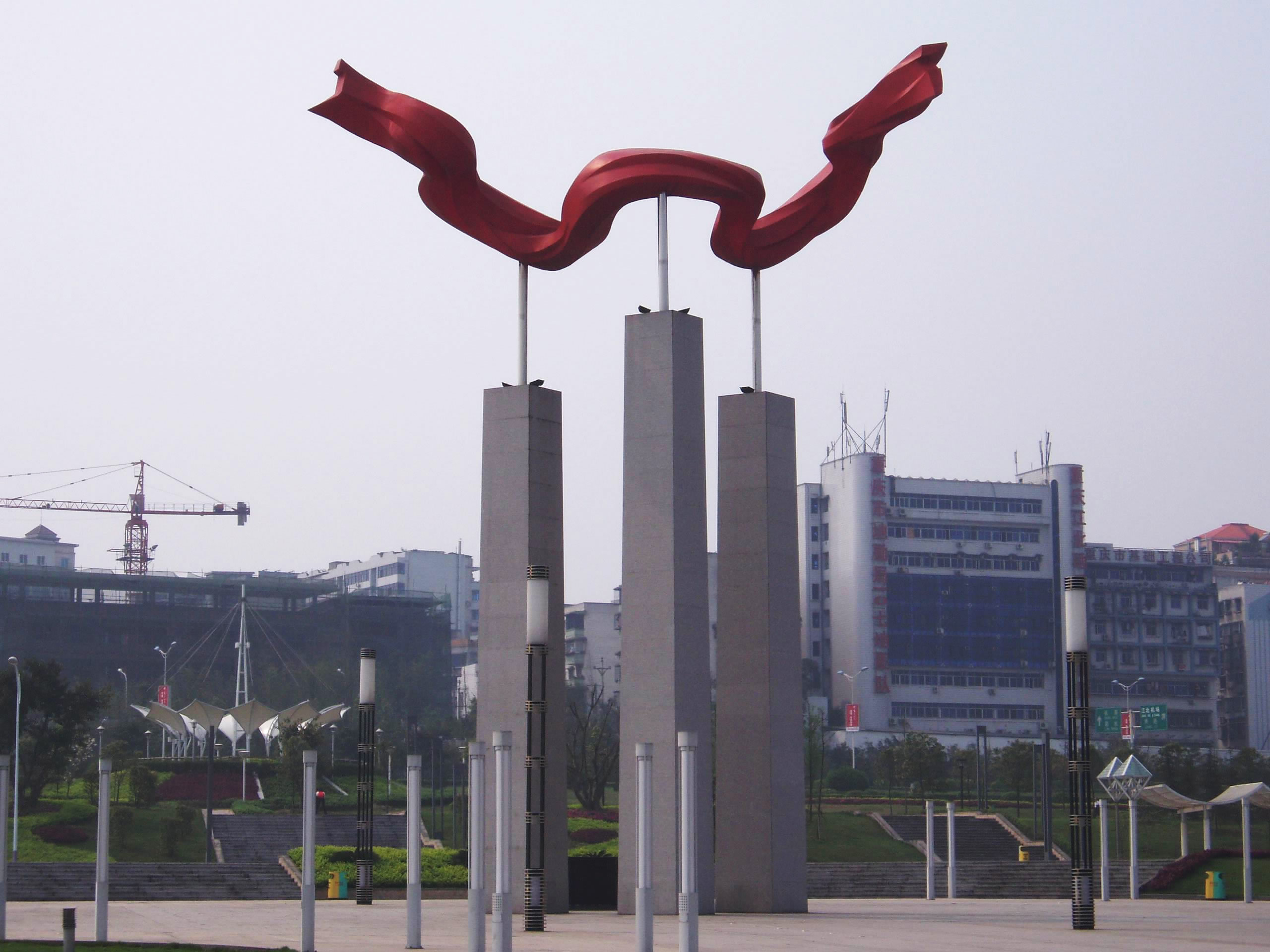
Skulptur

Oberbürgermeister von Chongqing ist Huang Qifan. Er übernahm 2009 das Amt von seinem Vorgänger Wang Hongju. Sekretär des Parteikomitees ist seit Dezember 2022 Yuan Jiajun, welcher Chen Min’er nachfolgte, der als Parteichef nach Tianjin wechselte und das Amt ab November 2012 innegehabt hatte. Beide sind, als Parteichefs von Chongqing und Tianjin, aktuell auch Mitglieder des Politbüros. Min’ers Vorgänger war zwischen November 2012 und Juli 2017 Korruptionsvorwürfen gegen ihn durch Sun Zhengcai ausgesetzt, welcher in diesem Zeitraum auch Mitglied des Politbüros war. Er löste wiederum Zhang Dejiang ab, der im März 2012 interimistisch den durch das Zentralkomitee der Kommunistischen Partei Chinas abberufenen Bo Xilai ersetzt hatte.
Der Stadtregierung unterstehen die Regierungen von 19 Stadtbezirken, 17 Kreisen und vier Autonomen Kreisen. Die Stadtbezirke gliedern sich wiederum in Straßenviertel, zum Teil in Gemeinden und Großgemeinden. Kreise und Autonome Kreise setzen sich hingegen ganz überwiegend aus Gemeinden und Großgemeinden zusammen, während nur in einigen wenigen Kreisen, die ein urbanes Zentrum ausgebildet haben, Straßenviertel vorkommen. Am unteren Ende der Verwaltungspyramide Chongqings befinden sich in den urbanen Gebieten die sogenannten Einwohnergemeinschaften (社区), die von den Einwohnerkomitees (居民委员会,  jūmín wěiyuánhùi) verwaltet werden und in den ländlichen Regionen die Dörfer (村), die von Dorfkomitees (村民委员会,  cūnmín wěiyuánhùi) verwaltet werden.
Der Volkskongress der Stadt Chongqing ist die städtische Legislative.

### Partnerschaften
Chongqing unterhält mit folgenden Städten und Regionen Partnerschaften:
| Stadt                  | Land                   | seit |
| ---------------------- | ---------------------- | ---- |
| Toulouse               | Frankreich             | 1982 |
| Seattle                | Vereinigte Staaten     | 1983 |
| Toronto                | Kanada                 | 1986 |
| Hiroshima              | Japan                  | 1986 |
| Woronesch              | Russland               | 1993 |
| Leicester              | Vereinigtes Königreich | 1993 |
| Oblast Saporischschja  | Ukraine                | 2002 |
| Provinz Mpumalanga     | Südafrika              | 2002 |
| Düsseldorf             | Deutschland            | 2004 |
| Schiras                | Iran                   | 2005 |
| Assuan                 | Ägypten                | 2005 |
| Brisbane               | Australien             | 2005 |
| Incheon                | Südkorea               | 2007 |
| Sør-Trøndelag          | Norwegen               | 2007 |
| Chiang Mai             | Thailand               | 2008 |
| Provinz Córdoba        | Argentinien            | 2010 |
| Budapest               | Ungarn                 | 2010 |
| Bangkok                | Thailand               | 2011 |
| Antwerpen              | Belgien                | 2011 |
| Bahia                  | Brasilien              | 2011 |
| Kanton Zürich          | Schweiz                | 2013 |
| Bundesstaat Nuevo León | Mexiko                 | 2013 |
| Phnom Penh             | Kambodscha             | 2014 |
| Chennai                | Indien                 | 2015 |

Außerdem unterhalten einzelne Stadtbezirke Partnerschaften mit folgenden Städten und Regionen:
| Stadtbezirk / -region | Stadt                   | Land               | seit |
| --------------------- | ----------------------- | ------------------ | ---- |
| Wanzhou               | Département Gers        | Frankreich         | 1988 |
| Jiangjin              | Miyakonojō              | Japan              | 1999 |
| Shapingba             | Erster Stadtbezirk Wien | Österreich         | 2004 |
| Yuzhong               | Wladimir                | Russland           | 2004 |
| Wanzhou               | Waynesboro              | Vereinigte Staaten | 2008 |
| Nanchuan              | Linden                  | Guyana             | 2011 |
| Yongchuan             | Plewen                  | Bulgarien          | 2012 |
| Jiulongpo             | Busan                   | Südkorea           | 2012 |
| Yuzhong               | San Diego County        | Vereinigte Staaten | 2014 |
| Beibei                | Santa Fe                | Argentinien        | 2014 |
| Hechuan               | Santa Monica            | Vereinigte Staaten | 2015 |
| Jiangbei              | North Las Vegas         | Vereinigte Staaten | 2015 |

## Kultur und Sehenswürdigkeiten

### Theater

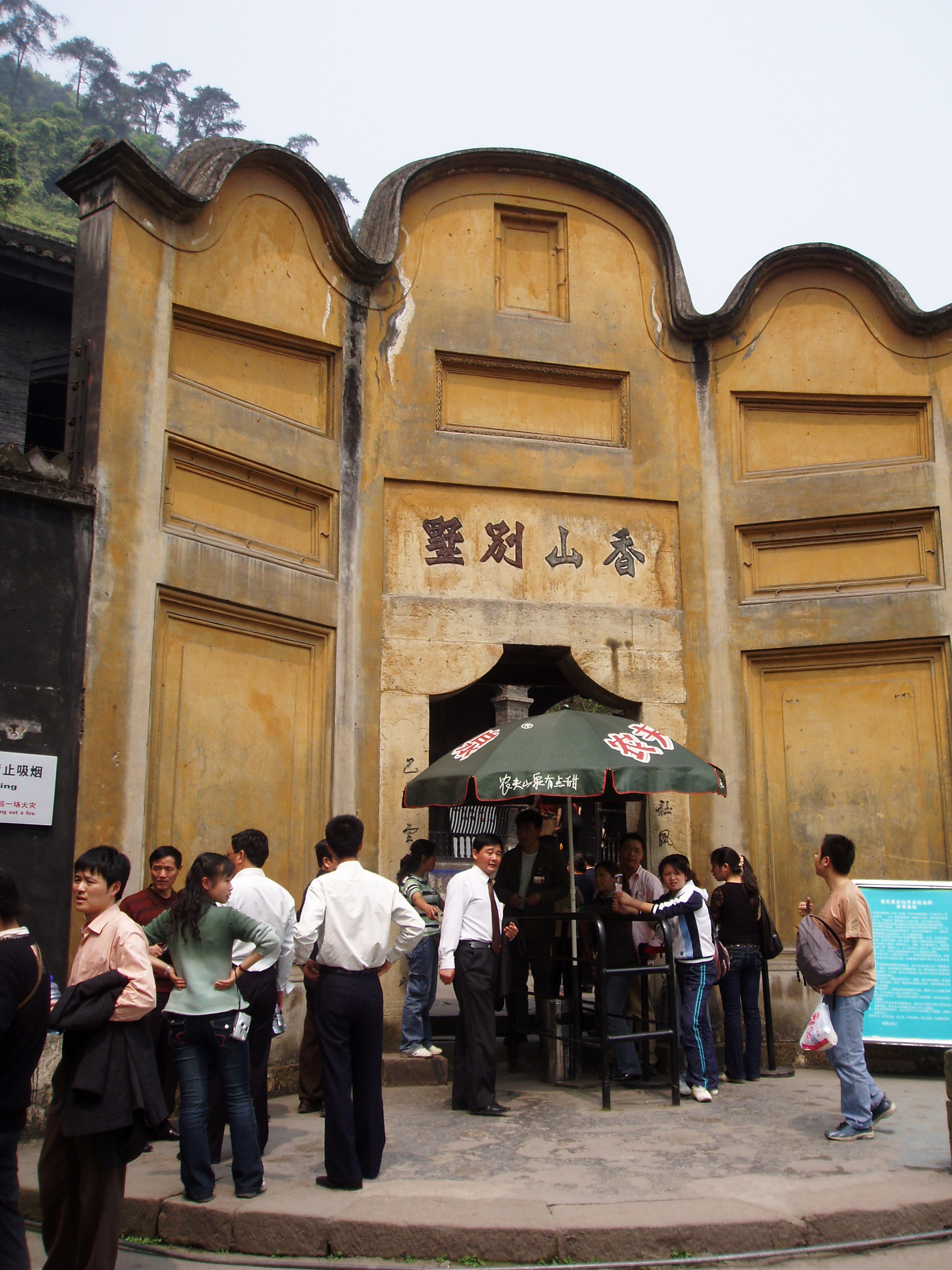
Zum Museum umfunktioniertes Gefängnis der Chiang Kai-shek-Regierung in Baigongguan

In der Nähe der Renmin-Straße ist das grüne Ziegeldach der monumentalen Volkskonzerthalle nicht zu übersehen. Das in den 1950er Jahren nach dem Vorbild des Himmelstempels von Peking erbaute Gebäude bietet unter seiner kreisrunden Kuppel 4000 Opernfreunden Platz. Drei benachbarte Hügel werden vom Renmin-Hotel eingenommen.
Seit 2009 steht zentral am Fluss Jangtsekiang das moderne Chongqing Grand Theater als Opernhaus mit zwei Sälen bereit.

### Museen
Südlich des Pipashan-Parks liegt das „Chongqing-Museum“ mit einer umfangreichen Sammlung von Gemälden, Porzellan und einem hängenden Sarg. Die Kriegerbüsten sind denen ähnlich, die noch in den Klippen bei Yibin gefunden werden. Ausgestellt sind ebenso einige Ba-Shu-Stücke, darunter Bronzearbeiten und Schwertklingen, in die Tiersymbole und Hieroglyphen eingearbeitet sind. Ein kleiner Seitenflügel zur Naturgeschichte zeigt Abgüsse von Dinosaurierfossilien aus den Ausgrabungen bei Zigong.
Seit Juni 2005 ist das „China Drei-Schluchten-Museum“ (Zhong guo san xia bou guan) gegenüber der Volkshalle eröffnet – ein modernes Museum mit Dokumentationen zu den Drei Schluchten und zur Stadtentwicklung Chongqings, aber auch über den Chinesisch-Japanischen Krieg, die Ba-Zeit, Porzellan sowie Kalligrafie. Weitere Abteilungen, wie beispielsweise die Münzausstellung, sind derzeit noch im Aufbau.
Nachdem Chongqing 1949 als eine der letzten Bastionen der Nationalisten gefallen war, entdeckten die Kommunisten die SACO-Gefängnisse in Baigongguan und Zhazidong zu Füßen des Gele am nordwestlichen Stadtrand. In dem Gefängnis, das heute als Ausstellungshalle fungiert, wurden auf Befehl des Direktors der Kuomintang-Geheimpolizei, General Dai Li, Folterungen an politischen Gefangenen durchgeführt. „SACO“ ist die Abkürzung für Sino-American Cooperation Organization, eine 1937 gegründete Initiative zur Zusammenarbeit zwischen China und den USA, die unbeabsichtigt für die Finanzierung der Gefängnisse gesorgt hatte. Fotos und Folterinstrumente aus den Kriegsjahren können im Museum besichtigt werden.
Am 26. Mai 2016 wurde das „Long Museum Chongqing“ eröffnet, in dem das Sammlerehepaar Liu Yiqian und Wang Wei Teile ihrer Sammlung alter und neuer chinesischer Kunst ausstellen, sowie in Wechselausstellungen europäische Kunst der Moderne und der Gegenwart zeigen.

### Bauwerke

#### Luohan-Si-Tempel

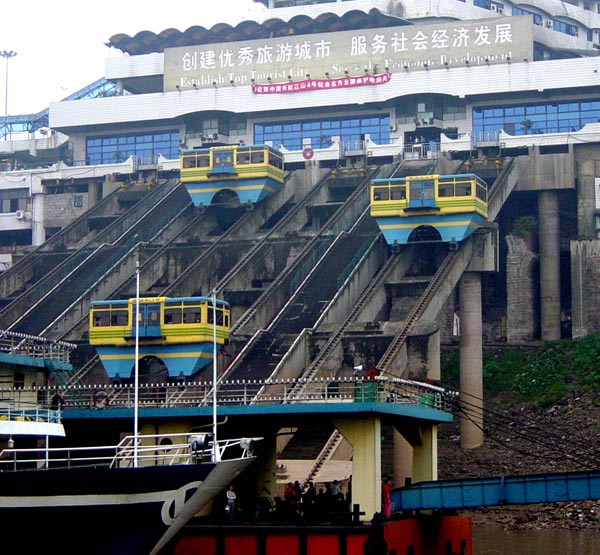
Schrägaufzug am Hafen

Sehenswert ist der „Luohan Si“, ein jahrhundertealter Tempel, der hinter einem Durchgang verborgen liegt, seine Existenz aber bereits durch den Geruch von Räucherstäbchen und Papiergeldverkäufer vor seinen Toren verrät. Die Arhat-Halle ist der interessante Teil des Tempels, wo gegen den Uhrzeigersinn entlang einer Seilsperre der Weg durch einen Irrgarten aus 500 bunt bemalten, lebensgroßen Statuen buddhistischer Heiliger führt. Nördlich des Tempels befinden sich zwei Seilbahnstationen, mit denen die nördlichen und südlichen Vororte von Chongqing erreicht werden. Bergab vom Luohan Si über die Xinhua-Straße befinden sich die „Chaotianmen-Docks“. Von den 1999 auf einer überschwemmungssicheren Erdaufschüttung gebauten Fahrkartenbüros mit Aussichtsplattform sind die Jangtse-Fähren zu sehen, die zwischen den Frachtkähnen in der Mitte des Flusses vertäut liegen.

#### Mao-Zedong-Haus
Im Nordwesten der Stadt liegt in der Zhongshan-Si-Straße ein Haus namens Guijuan (Osmanthus Garten). Dort lebte Mao Zedong, als er vom 12. August bis 10. Oktober 1945 in Chongqing weilte, um den Sieg über Japan zu feiern und den Doppelzehnvertrag mit Chiang Kai-shek auszuhandeln – die berühmten Worte auf Papier sorgten für einen Waffenstillstand zwischen Roter Armee und Kuomintang, der allerdings nur von kurzer Dauer war.

#### Schlösser-Nachbauten
Der chinesische Millionär Liu ließ in Chongqing verschiedene europäische Schlösser nachbauen, die frei zugänglich sind, darunter Windsor Castle und Schloss Neuschwanstein.

#### Chaotianmen-Yangtse-Brücke
Unterhalb der Mündung des Jialing Jiang wird der Jangtsekiang von der Chaotianmen-Yangtse-Brücke überspannt, der Bogenbrücke mit der größten Spannweite der Welt bis zum 28. Dezember 2021.

#### Felsskulpturen von Dazu

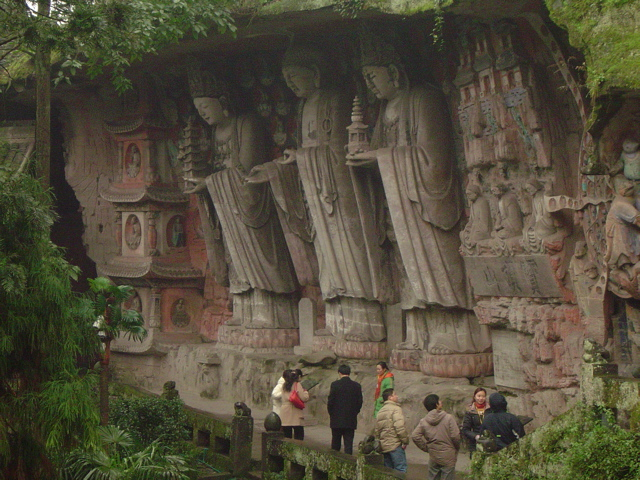
Die Felsskulpturen von Dazu, 90 km westlich des Stadtzentrums von Chongqing

Auf dem Verwaltungsgebiet der regierungsunmittelbaren Stadt Chongqing, 90 km westlich des Stadtzentrums entfernt, im Kreis Dazu, liegen inmitten einer üppig grünen Landschaft aus Hügeln und Reisterrassen die berühmten Felsskulpturen von Dazu. Die Stätten stehen seit 1999 auf der Liste des UNESCO-Welterbes und seit 1961 auf der Liste der Denkmäler der Volksrepublik China. Der Name Dazu bedeutet „Großer Fuß“ und bezieht sich auf eine Geschichte, der zufolge Buddha einen Fußabdruck auf den nahe gelegenen Felsen hinterlassen haben soll.
Die Steinmetzarbeiten sind außergewöhnlich und umfassen insgesamt rund 50.000 Bilder und Figuren in den Nischen, Grotten und Überhängen des „Bei Shan“ (Nordberg) und des „Baoding Shan“ (Schatzkammerberg). 892 wurde mit den Arbeiten begonnen, die über 400 Jahre in Anspruch nahmen. Seitdem haben die Skulpturen dank eines auf geniale Weise integrierten Drainagesystems nicht nur der Witterung getrotzt, sondern aufgrund ihrer isolierten Lage und scharfer Gesetze auch der Gier ausländischer Plünderer und einheimischer Vandalen.

### Wolkenkratzer
Wie auch in den anderen chinesischen Metropolen dominieren mehr und mehr Wolkenkratzer die Silhouette der Stadt. Mit dem Raffles City Chongqing wurde 2019 das höchste Gebäude der Stadt fertiggestellt. Der Komplex bestehend aus acht Wolkenkratzern, erreicht eine Höhe von 354 m und verfügt mit seiner mehr als 300 m langen Gebäudebrücke in über 250 m Höhe über die weltweit zweithöchste ihrer Art.

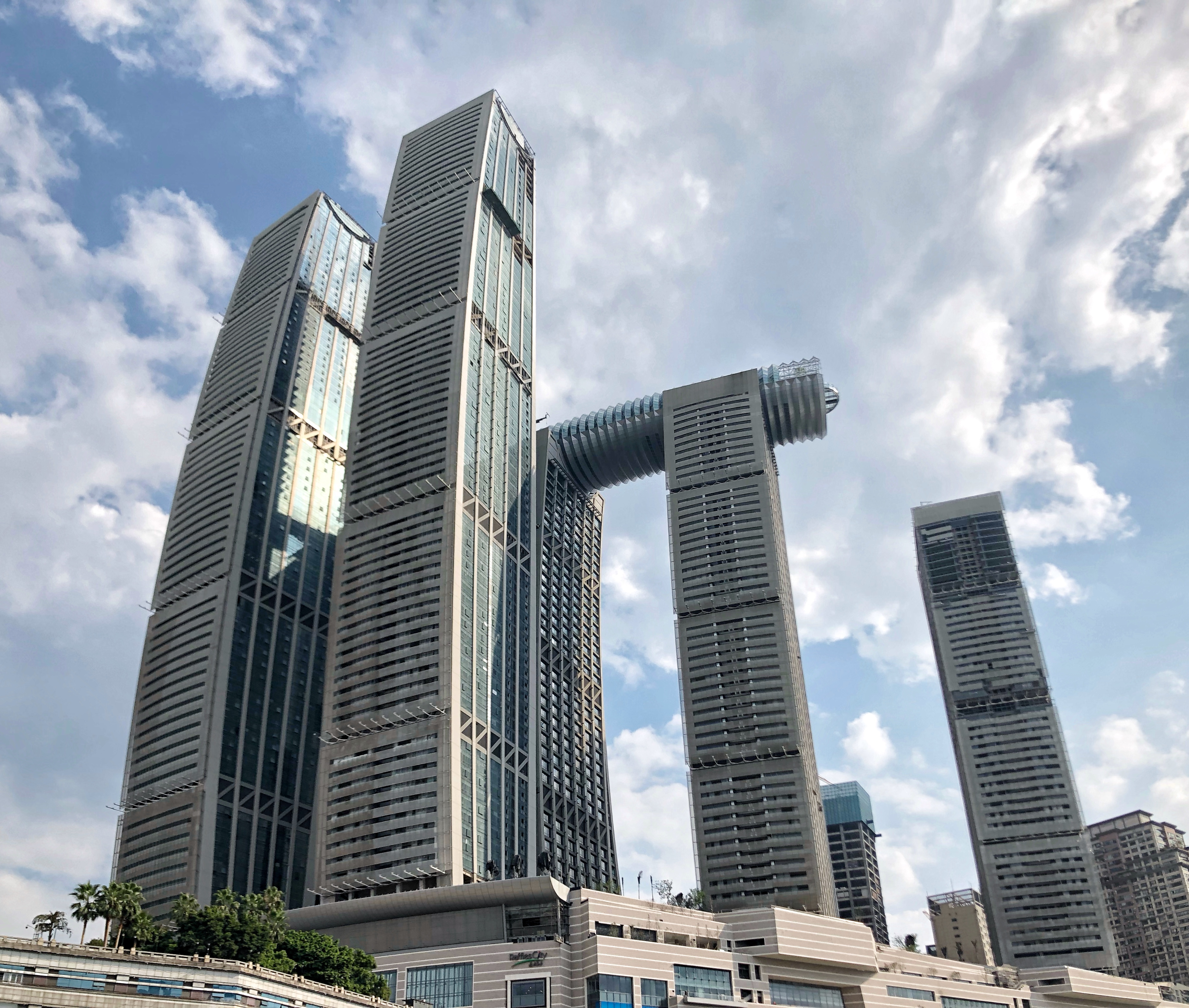
Raffles City Chongqing

Ebenso herausragend ist das Chongqing World Financial Center. Dieses war zuvor mit 339 m höchstes Gebäude der Stadt.

### Parks
Ein grasbewachsener Gipfel mit Pavillon im „Pipa-Shan-Park“ ist mit 220 m der höchste Punkt der Stadt. An vielen windstillen Tagen ist von dort lediglich der dicke Smogschleier zu sehen, der über Chongqing liegt und durch den die Verkehrsgeräusche und das leise Dröhnen der Baumaschinen nach oben dringen. Abends ist die Luftverschmutzung unsichtbar und die Hügel und der Fluss werden von Straßenlaternen und den Scheinwerfern der Industrieanlagen erleuchtet. Ein weiterer grüner Park in der Innenstadt von Chongqing ist der „Eling-Shan-Park“.

### Naturdenkmäler

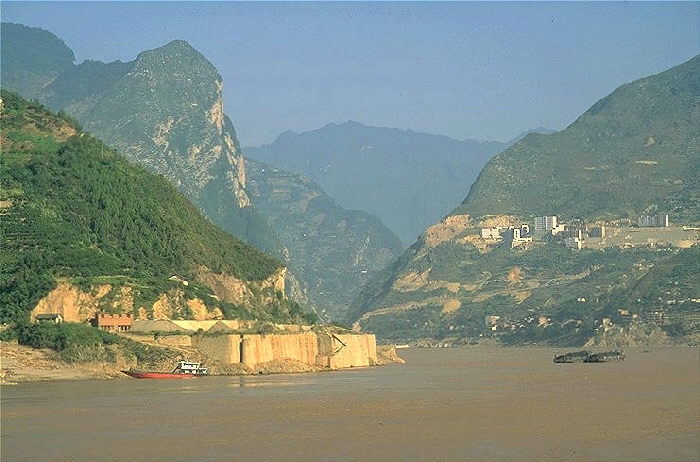
Drei Schluchten am Jangtse

Baidicheng, im Verwaltungsgebiet Chongqings, ist das Tor zu den Drei Schluchten, einem bekannten Naturdenkmal am Jangtsekiang. Bereits die erste der Drei Schluchten, die acht Kilometer lange Qutang-Schlucht, ist äußerst beeindruckend. Ihr wildes, von Sandbänken geteiltes Wasser beschrieb bereits in der Song-Zeit (960–1279) der Dichter Su Dongpo als „Tausend Meere, die in einem Becher fließen“. In die senkrechten Felswände sind Löcher in der Form eines „Z“ gehauen, die sogenannte Meng-Liang-Treppe. Sie führt zu einer Plattform auf halber Höhe, wo der Legende nach der Song-General Yang Jiye von Verrätern getötet wurde. Als sein Leibwächter die Felswand hinaufkletterte, um die des Kopfes beraubte Leiche zu bergen, wurde er von einem Mönch getäuscht, den er aus Rache später mit dem Kopf nach unten an der Felswand aufhängte.
Die zweite der Drei Schluchten, die Wuxia-Schlucht, befindet sich nahe Wushan, im Gebiet der regierungsunmittelbaren Stadt Chongqing. In der 45 km langen Hexenschlucht bezwangen die Göttin Yao Ji und ihre elf Schwestern einige ungebärdige Flussdrachen, bevor sie selbst zu Bergen erstarrten, ihren Standort aber mit Bedacht auswählten, um die Schiffe sicher flussabwärts geleiten zu können. Unterwegs erscheint die Felsinschrift „Wuxias Gipfel wachsen höher und höher“, die dem herausragenden Strategen während der Zeit der Drei Reiche (220–280 n. Chr.), Zhuge Liang, zugeschrieben wird – vieldeutige Worte, die einen feindlichen General so verunsicherten, dass er auf der Stelle kehrtmachte und mit seiner Armee floh.
Die Stadt Zigui, in der Provinz Hubei, ist das Tor zur dritten der Drei Schluchten, der Xiling-Schlucht, der längsten und von jeher gefährlichsten Schlucht des Jangtse. Reisende aus dem Westen, die diesen Flussabschnitt im 19. Jahrhundert bereisten, berichteten von Sandbänken, die als Barrieren aus dem Fluss hervortraten, gefährlichen Strömungen und bedrohlichen Felsen, sodass die Schiffe von Bootsschleppern mit eisenbeschlagenen Bambusstangen auf Kurs gehalten werden mussten, während sie durch den engen Schlund schaukelten, in den kein Sonnenstrahl vordringen konnte. Die Landschaft hat sich seit damals kaum verändert, doch die Felsen, Stromschnellen und Schlepper gibt es nicht mehr und die Schiffe können die Passage ohne größere Schwierigkeiten befahren.

### Kulinarische Spezialitäten

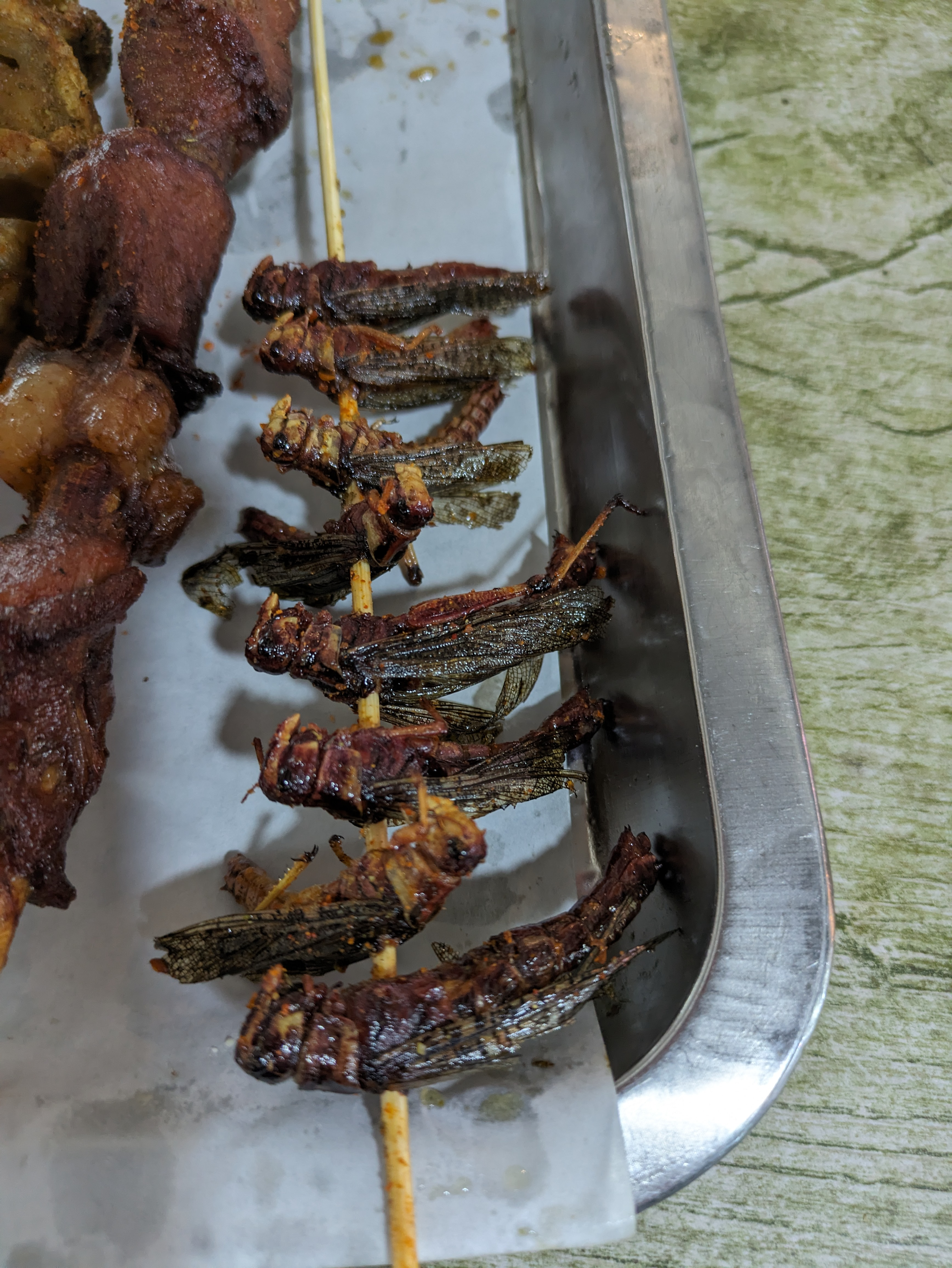
Neben den üblichen nationalen und lokalen Gerichten gibt es auch eine große Auswahl an ungewöhnlichen, wie beispielsweise gegrillte Heuschrecken am Spieß, aufgenommen in einer Imbissbude in der Chongqinger Innenstadt

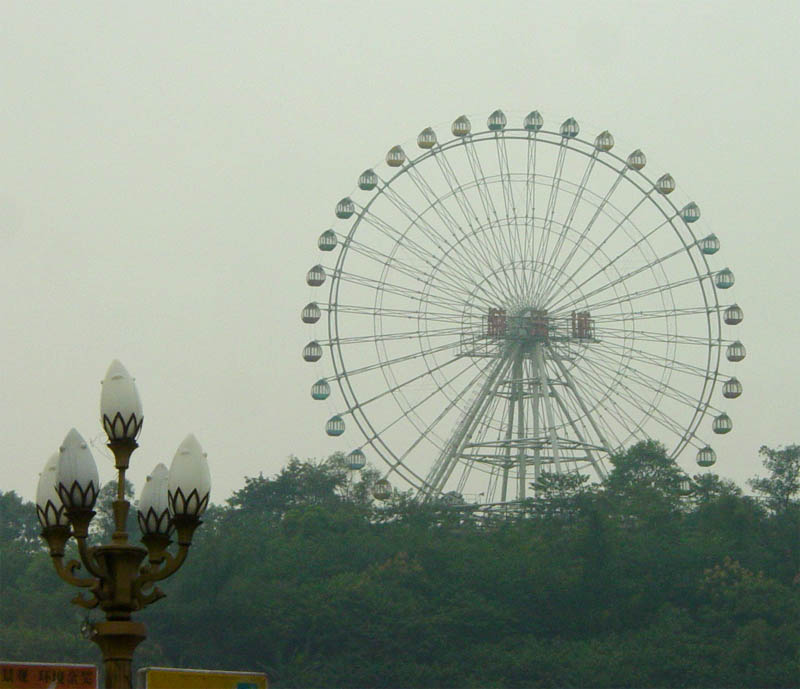
120 m hohes Riesenrad, auf einer Brücke über den Hai-Fluss

Im Zentrum von Chongqing gibt es zahlreiche Garküchen und Imbissbuden. Das Angebot besteht zumeist aus kleinen Speisen nach Art der Sichuan-Küche, beispielsweise Teigtaschen, eingelegtes Gemüse, Fisch, Geflügel oder Innereien. Eine besondere Spezialität sind Schlangenbohnen aus Ingwer, Tigerfellschoten, Schmorfrosch, Rippchen und Reisbällchen.
In Chongqing hat der Feuertopf à la Sichuan seinen Ursprung, dem die Einheimischen selbst im heißen Sommer nicht entsagen. Als regionale Besonderheit werden die rohen Zutaten anstatt am Spieß auf Tellern serviert, wobei die Töpfe in verschiedene Bereiche unterteilt sind, damit die Speisen nicht durcheinandergeraten. Am meisten besucht werden die Feuertopfstände in der Bayi-Straße.

### Einkaufen
Im Viertel Jiefangbei rund um das Befreiungsdenkmal befinden sich viele Kaufhäuser, deren Konkurrenz untereinander für niedrige Preise sorgt. Der Chongqing Art Store in der Minsheng-Straße und der Nobelladen Huipu in der Renmin-Straße bieten Kunstgegenstände. Die Xinhua-Buchhandlung in der Minzu-Straße gegenüber der Post gehört zu den besten in Chongqing. Sie bietet eine große Auswahl an den üblichen Titeln aus dem 19. Jahrhundert, aber auch Kunstbände.

## Wirtschaft und Infrastruktur

### Wirtschaft

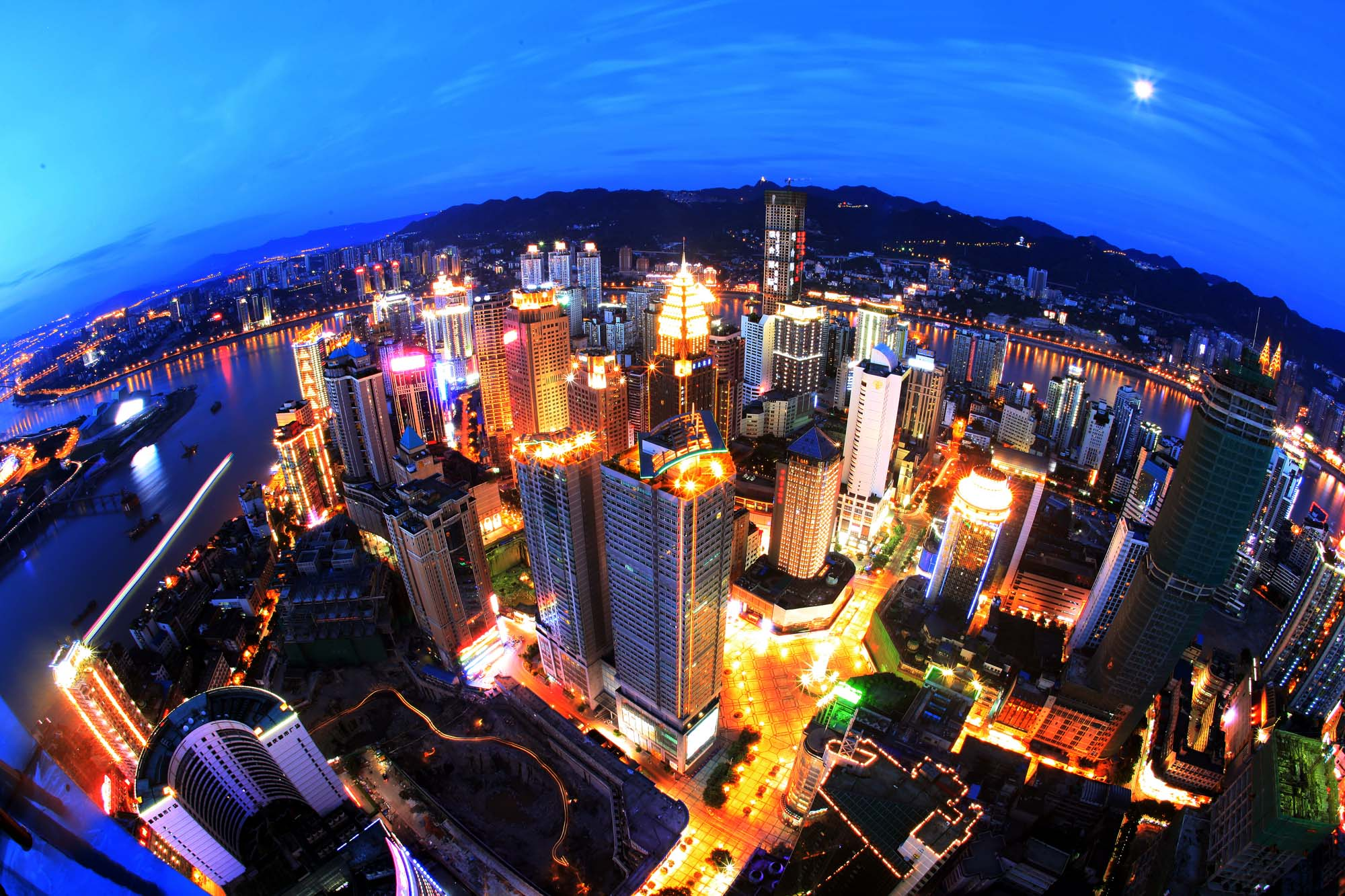
Hochhäuser in Chongqing

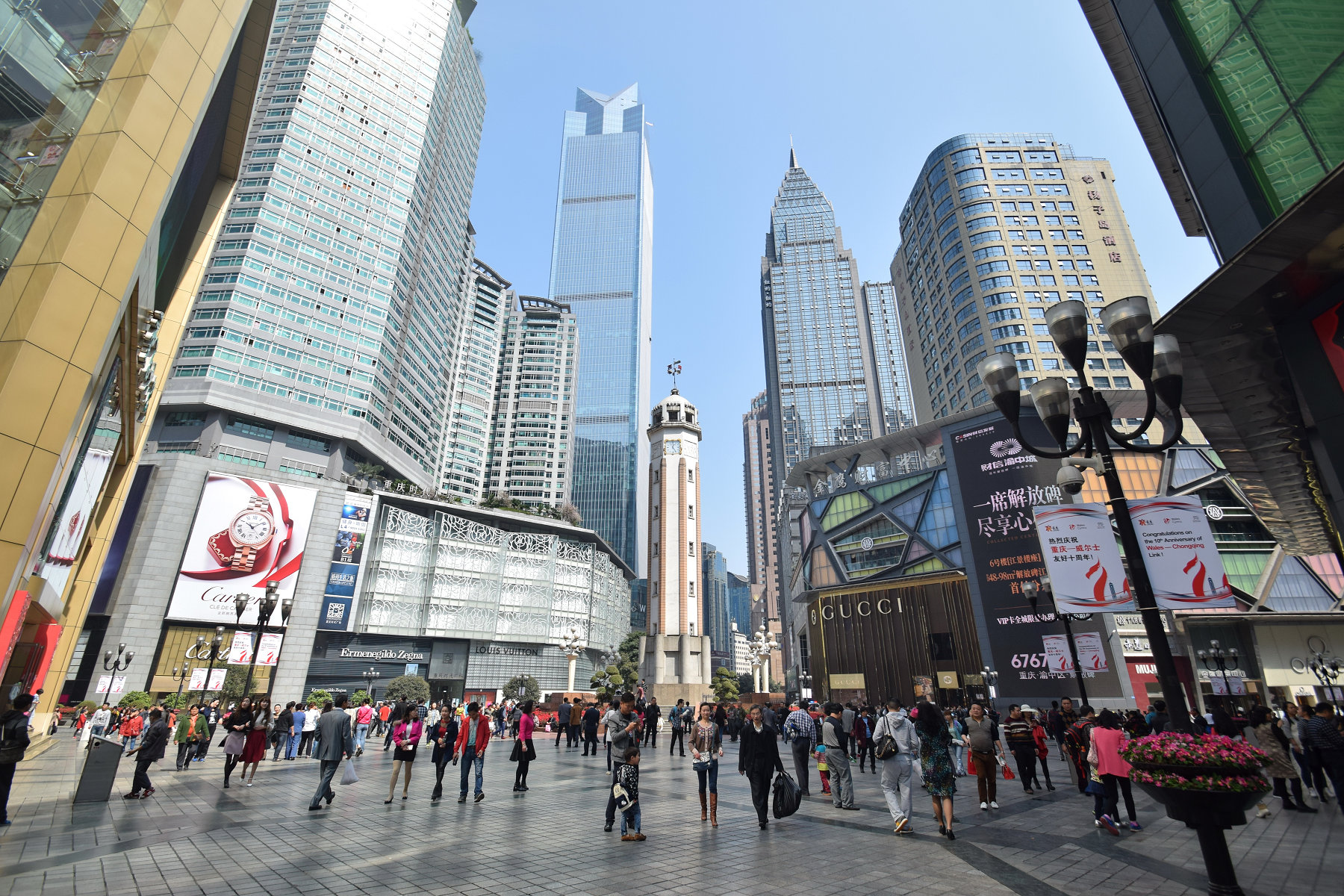
Zentrum von Chongqing

Chongqing bildet das Zentrum einer außerordentlich industrialisierten Region. Seine Lage 2400 km flussaufwärts von Shanghai am Knotenpunkt der Wasserstraßen aus Ostchina und der Handelsrouten aus Tibet und Myanmar verleiht der Hafenstadt eine außergewöhnliche wirtschaftliche Potenz. Im Verwaltungsgebiet der regierungsunmittelbaren Stadt Chongqing befinden sich ausgedehnte Gas- und Kohlevorkommen; auch weitere Bodenschätze wie Eisenerz, Barium, Strontium und Quecksilber sind von großer Bedeutung.
Mit der Verlagerung des Regierungssitzes nach Chongqing begann 1938 die Industrialisierung der Stadt. Zahlreiche Industriebetriebe wurden von der Küste hierher verlegt, darunter Rüstungsbetriebe. Nach der Gründung der Volksrepublik im Jahre 1949 wurden weitere umfangreiche Investitionen im Rüstungsbereich getätigt. Daneben sind Automobil-, Motorrad-, Elektronik-, Aluminium-, Chemie-, Stahl-, Nahrungsmittel und Textilindustrie von Bedeutung.
2005 betrug das BIP 306,91 Milliarden Yuan (¥). Davon entfielen auf den primären Wirtschaftssektor (Rohstoffgewinnung) 46,342 Milliarden Yuan (15,1 %), auf den sekundären (Rohstoffverarbeitung) 125,832 Milliarden Yuan (41,0 %) und auf den tertiären Sektor (Dienstleistung) 134,736 Milliarden Yuan (43,9 %). Laut einer Studie aus dem Jahr 2014 erwirtschafte Chongqing ein Bruttoinlandsprodukt von 315,58 Milliarden US-Dollar in Kaufkraftparität. In der Rangliste der wirtschaftsstärksten Metropolregionen weltweit belegte sie damit den 33. Platz. Als ein unabhängiges Land gezählt wäre sie damit unter den 50 größten Volkswirtschaften der Welt. Das BIP pro Kopf liegt bei 10.516 US-Dollar. Die Stadt gehört wirtschaftlich zu den am schnellsten wachsenden der Welt.
Die Wirtschaft Chongqings weist ein stabiles hohes Wachstum auf, der Lebensstandard der Bevölkerung wächst schnell, wobei die Konsumausgaben der Haushalte zu konstanten Preisen jährlich steigen. Mittlerweile gibt es in der Stadt kaum noch Marktsegmente, welche zu liberalisieren wären, um damit ein schnelles, großes und nachhaltiges Wirtschaftswachstum zu erzeugen. Es gibt einige wirtschaftliche Problemfelder, zu deren Lösung es tiefer Einschnitte bedarf: so bei nicht privatisierten Staatsunternehmen, die teils hohe Verluste machen.
In einer Rangliste der Städte nach ihrer Lebensqualität belegte Chongqing im Jahre 2019 den 148. Platz unter 231 untersuchten Städten weltweit. Im Vergleich mit anderen chinesischen Städten lag es hinter Shanghai (Platz 103), Peking (Platz 120) und Guangzhou (Platz 122), Shenzhen (Platz 132) und Chengdu (Platz 134) aber noch vor Xi’an (Platz 145) und Shenyang (Platz 158).

### Verkehr

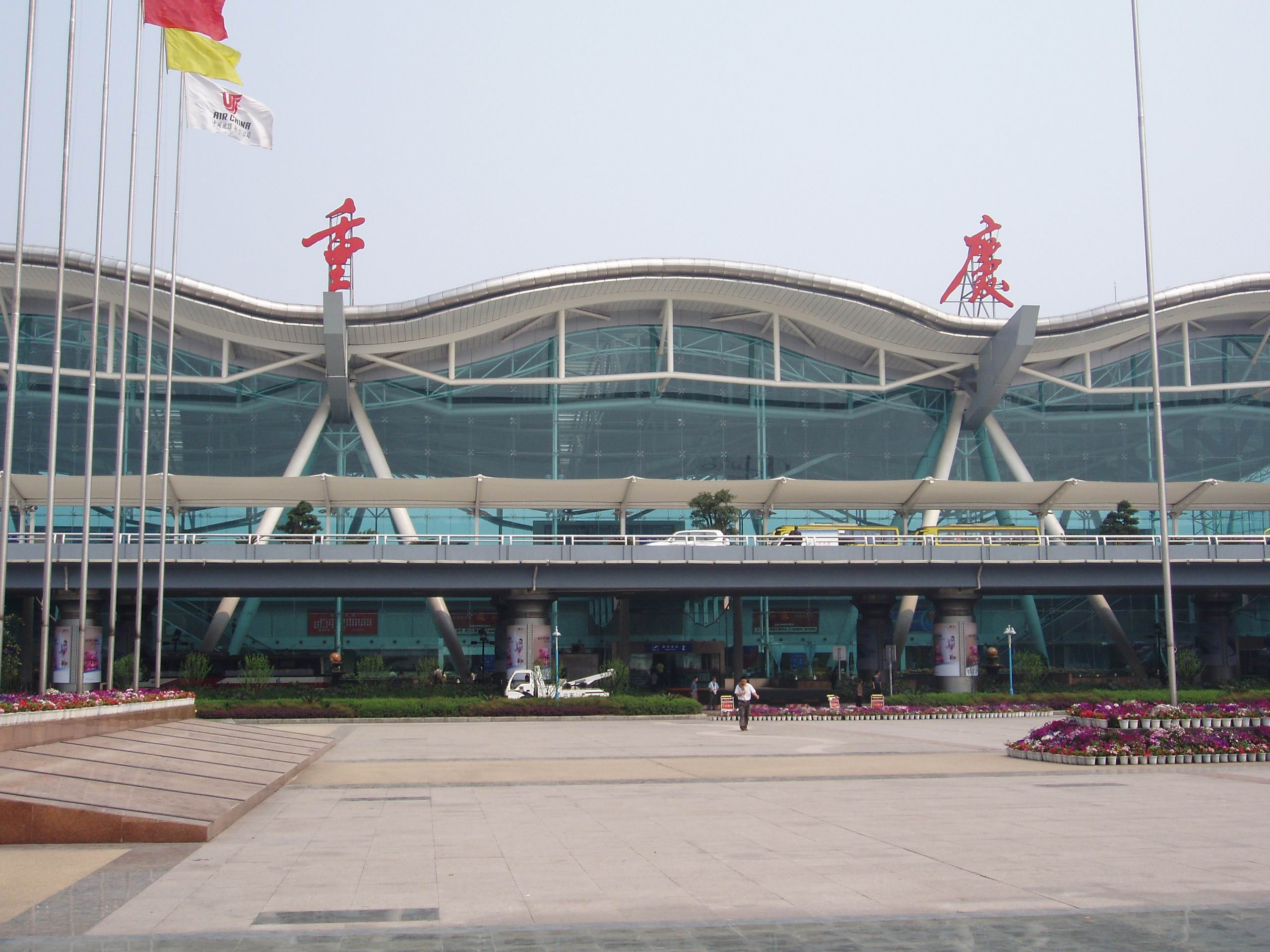
Flughafen, April 2006

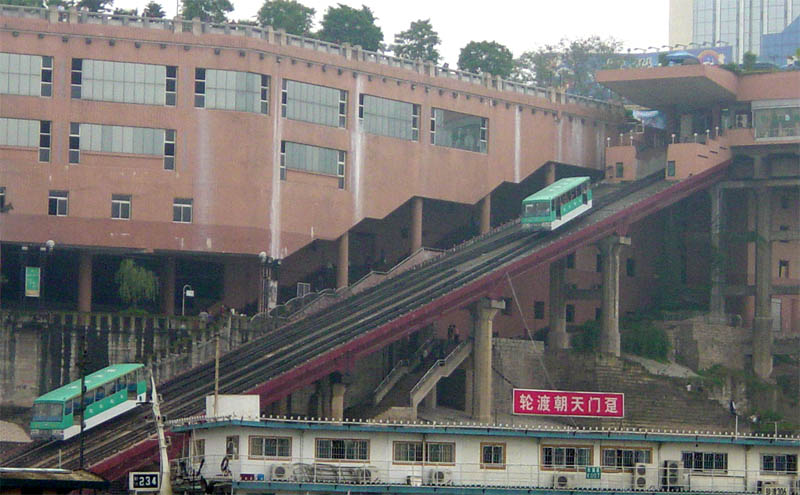
Standseilbahn, Oktober 2004

Die Stadt ist ein wichtiger Verkehrsknotenpunkt mit Autobahnen, Eisenbahnlinien, Überland-Busbahnhof, Hafen, Fährterminal und internationalem Flughafen.

#### Flughafen
Der Flughafen Chongqing-Jiangbei ist der wichtigste Flughafen im mittleren China, er befindet sich 21 km nordöstlich der Stadtmitte an einer aufstrebenden Entwicklungsachse. Er wird von einem Shuttle-Bus bedient, der das CAAC-Büro in der Zhongshan San-Straße zum Ziel hat.

#### Bus und Bahn
Der Überland-Busbahnhof liegt an einem Verkehrsknotenpunkt im Südwesten der Stadt und bietet unter anderem Verbindungen nach Chengdu, Leshan, Yibin, Zigong und Dazu. Vom Busbahnhof fahren Minibusse zu den Chaotianmen-Docks.
Chongqings Bahnhof liegt unmittelbar neben dem Überland-Busbahnhof. Von dort fahren Züge nach Xi’an und Zunyi, außerdem gibt es Verbindungen nach Peking, Chengdu, Guangzhou, Guiyang, Shanghai und Wuhan. Das Fährterminal befindet sich an der Ostspitze der Halbinsel am Ende der Binjiang-Straße. Täglich fährt ein Luftkissenboot nach Yichang, das den Drei-Schluchten-Damm passiert.

#### ÖPNV
Als öffentliche Nahverkehrsmittel dienten einige Jahre lang ausschließlich dieselgetriebene Omnibusse. Trolleybusse verkehrten zwischen dem 24. Dezember 1955 und 23. Mai 2004 in Chongqing. Eine weitere Möglichkeit, die Stadt zu durchqueren, bieten die zahlreichen Taxis.
Über ein Nahverkehrsnetz aus Schienen verfügt Chongqing seit Januar 2005 in Gestalt des Chongqing Rail Transit. Es besteht aus einer aufgesattelten Einschienenbahn mit derzeit zwei Linien (2 und 3) sowie aus einer klassischen U-Bahn aus sechs Linien (1, 4, 5, 6 und 10 sowie einer Ringlinie).
In der Cangbai-Straße befindet sich die Seilbahnstation für Fahrten über den Jinling-Fluss in die nördlichen Vororte Chongqings; eine zweite Seilbahn führt von der Xinhua-Straße über den Jangtse in die südlichen Vororte. Eine Besonderheit sind die vier Kabinen eines Schrägaufzuges und eine weitere Standseilbahn, die den steilen Höhenunterschied für Passagiere vom Flusshafenniveau zur City mühelos überwinden.

#### Internationaler Güterverkehr
Seit 2012 verkehren Güterzüge von Chongqing nach Deutschland.

### Bildung
Die Stadt besitzt zahlreiche Universitäten, Hoch- und Fachschulen, Forschungsinstitute sowie Bibliotheken. Die beiden bedeutendsten Universitäten sind:
- Chongqing-Universität (重庆大学), eröffnet 1929;
- Universität Südwestchinas (西南大学), eröffnet 1906;

Weitere Bildungseinrichtungen:
- Architektur-Universität Chongqing (重庆建筑大学, am 31. Mai 2000 mit der Chongqing-Universität zusammengelegt);[24] (Seite dauerhaft nicht mehr abrufbar, festgestellt im Dezember 2023. Suche in Webarchiven)
- Chongqing Telekommunikation Instituts (重庆通信学院);
- Drei-Schluchten-Hochschule Chongqing (重庆三峡学院);
- Dritte Militär-Medizinische Universität der Chinesischen Volksbefreiungsarmee (中国人民解放军第三军医大学);
- Fremdsprachenuniversität Sichuan (四川外国语大学), eröffnet 1950;
- Hochschule der Künste Sichuan (四川美术学院);
- Hochschule für Wissenschaft und Kunst Chongqing (重庆文理学院);
- Jiaotong-Universität Chongqing (重庆交通大学);
- Medizinische Universität Chongqing (重庆医科大学);
- Pädagogische Universität Chongqing (重庆师范大学);
- Pädagogische Yangtze-Universität (长江师范学院);
- Technische Universität Chongqing (重庆理工大学);
- Universität für Industrie und Handel Chongqing (重庆工商大学);
- Universität für Logistik und Ingenieurswesen der Chinesischen Volksbefreiungsarmee (中国人民解放军后勤工程学院);
- Universität für Politikwissenschaft und Recht Südwestchinas (西南政法大学);
- Universität für Post und Telekommunikation Chongqing (重庆邮电大学);
- Universität für Wissenschaft und Technik Chongqing (重庆科技学院);
- Zweite Pädagogische Hochschule Chongqing (重庆第二师范学院).

### Bauliche Stadtentwicklung
Mit dem Status der regierungsunmittelbaren Stadt (1997) und dem Schub aus der von Peking geförderten „Großen Strategie der Westentwicklung“ sind vorher nie gekannte Mittel in die Infrastruktur der Millionenstadt geflossen. Sie lockt auch mit Steuernachlässen für Firmenansiedlungen und verzeichnet einen überproportionalen Arbeitskräftezuzug aus dem bäuerlichen Hinterland. Seit der Inbetriebnahme des weltgrößten Kraftwerks auf dem Verwaltungsgebiet Chongqings gehören Engpässe in der Energieversorgung der Vergangenheit an, ganz im Gegensatz zu weiten Teilen im östlichen und südlichen China.
Chongqing ist einer tiefgreifenden Stadterneuerung und einer rasanten Stadterweiterung unterworfen; die staatlichen Planungs- und Bauvorschriften lassen kaum Widerspruch zu. Die Innenstadt auf der Halbinsel ähnelt Manhattan, der höchste Wolkenkratzer ist das Chongqing World Financial Center mit 339 m. Der Chongqing IFS T1 misst 316 m. In Bau befindet sich der Chongqing Corporate Avenue 1 mit einer geplanten Höhe von 468 m. Ein weiteres spektakuläres Bauprojekt ist Raffles City Chongqing, welche erst im Herbst 2019 fertig gestellt wurde. Die von Architekt Mosche Safdie erdachte Konstruktion verbindet die vier höchsten der Einzelgebäude mit einer 300 m langen Glasbrücke namens „Crystal“ und steht direkt am alten Markt von Chaotianmen, am Zusammenlauf der Flüsse Jangtse und Jialing.
Trotz der schwierigen geologischen Bedingungen wird jeder Quadratmeter Boden genutzt, ständig werden ältere Bauten abgerissen, um Platz für immer Höheres zu schaffen. Vor allem die Entwicklung in den Vorstädten ist bemerkenswert: viele Bauten älter als 1980 wurden abgerissen, die Flächen begradigt und mit meist vielstöckigen Neubauten besetzt. Die Vorstädte folgen durchaus einem Muster moderner Urbanisation, jedes Quartier erhält eine gewisse Eigenständigkeit mit schulischen, sozialen, Einkaufs- und Freizeiteinrichtungen. Die hügeligen Flächen wurden mit einem Raster großzügiger Schnellstraßen erschlossen und selbst bei den Anliegerstraßen gehen die Planer davon aus, dass die Bevölkerung bald eine Kraftfahrzeugdichte vergleichbar mit beispielsweise Japan oder Südkorea aufweisen wird.
Die neuen Vorstädte umschließen die Kernstadt in allen Richtungen, oft werden die einstmals für die Terrassenwirtschaft angelegten kleineren Talsperren und Teiche in die Neubaugebiete integriert. Hier entstehen auch erste Villengebiete und gehobene Eigenheimkomplexe für eine wachsende Mittelschicht: Inzwischen sind fast 60 % der Betriebe im Privatbesitz. Vereinzelt entstehen ganz nach amerikanischem Vorbild auch Villenkomplexe in Verbindung mit Golfanlagen, der Kapitalismus nach chinesischem Muster breitet sich aus.

## Söhne und Töchter der Stadt (Auswahl)
- Zou Rong (1885–1905), demokratischer Revolutionär und Anarchist
- Sun Yu (1900–1990), Filmregisseur
- Zhao Shiyan (1901–1927), Revolutionär und Gründungsmitglied der Kommunistischen Partei Chinas
- Tung-Hua Lin (1911–2007), chinesisch-US-amerikanischer Ingenieur
- Lucien Bodard (1914–1998), französischer Journalist, Schriftsteller und Schauspieler
- Xia Peisu (1923–2014), Informatikerin und Hochschullehrerin
- Ke-Jian A (1933–2022), Violinist, Musikpädagoge und Komponist
- Adrian Hsia (1938–2010), Literaturwissenschaftler, Germanist und Anglist
- Nan Lin (* 1938), US-amerikanischer Soziologe
- Yang Wuneng (* 1938), Germanist
- John Tu (* 1940), chinesisch-US-amerikanischer Geschäftsmann und Präsident von Kingston Technology
- Dai Qing (* 1941), Journalistin und Umweltaktivistin
- Tina Chen (* 1943), Schauspielerin
- Sanmao (1943–1991), Schriftstellerin
- Zhang Xiguo (Chang Hsi-kuo) (* 1944), chinesisch-US-amerikanischer Wissenschaftler und Autor
- Gao Yu (* 1944), Journalistin und Regimekritikerin
- Virginia Man-Yee Lee (* 1945), US-amerikanische Neuropathologin und Immunbiologin
- Wang Hongju (* 1945), Politiker
- Wu Ching-Kuo (* 1946), taiwanischer Sportfunktionär, Ingenieur und Unternehmer
- Zheng Yi (* 1947), Autor
- Long Yiming (* 1948), Mathematiker
- Jia Daqun (* 1955), Komponist
- Xu Bing (* 1955), Konzeptkünstler und Hochschullehrer
- Fu Wenjun (* 1955), Künstler und Fotograf
- Guo Wenjing (* 1956), Komponist
- Liu Jiayi (* 1956), Politiker
- Liu Xiaofeng (* 1956), Philosoph
- Tang Renjian (* 1962), Politiker
- Han Song (* 1965), Science-Fiction-Schriftsteller
- Ran Yunfei (* 1965), Blogger und Dissident
- Chen Hong (* 1966), Schriftstellerin und Professorin für Publizistik
- Yue Yang (* 1969), Germanistin
- Chen Lin (1970–2009), Sängerin
- Xie Nanxing (* 1970), Künstler
- Zhang Jin (* 1974), Kampfkünstler und Schauspieler
- Mu Liu (* 1974), Schauspieler
- Chen Kun (* 1976), Sänger und Schauspieler
- Zhang Zhong (* 1978), Schachspieler
- Jiang Xuelian (* 1979), Badmintonspielerin
- Pi Hongyan (* 1979), chinesisch-französische Badmintonspielerin
- Tian Liang (* 1979), Wasserspringer
- Chenyang Xu (* 1981), Mathematiker
- Gu Li (* 1982), Go-Spieler
- Li Yundi (* 1982), Pianist
- Tian Tian (* 1983), Schachspielerin
- Zhang Yawen (* 1983), Badmintonspielerin
- Xia Li (* 1988), Wrestlerin
- Domee Shi (* 1989), chinesisch-kanadische Storyboard-Zeichnerin
- Shi Tingmao (* 1991), Wasserspringerin
- Li Xuerui (* 1991), Badmintonspielerin
- Xiao Zhan (* 1991), Schauspieler und Sänger
- Tan Zhongyi (* 1991), Schachspielerin
- Xu Xiaolong (* 1992), Dreispringer
- Carol Zhao (* 1995), kanadische Tennisspielerin
- Xu Shuangshuang (* 1996), Hindernisläuferin
- Yuan Xinyue (* 1996), Volleyballspielerin
- Lei Tingjie (* 1997), Schach-Großmeisterin
- Guo Qiqi (* 1998), Rhythmische Sportgymnastin
- Su Wen (* 1999), Dreispringer
- Wang Junkai (* 1999), Schauspieler und Sänger
- Ding Xinyi (* 2004), Rhythmische Sportgymnastin
- Das Ehepaar Wu Ping und Yang Wu, dessen standhafte Weigerung, ihr Grundstück unter dem Marktwert zu verkaufen, in ganz China für Aufsehen sorgte als es zu einem Nagelhaus wurde.[26]